# المكسيك
الْوِلَايَاتُ الْمُتَّحِدَةُ الْمَكْسِيكِيَّةُ (بالإسبانية: Estados Unidos Mexicanos) وتعرف باسم الْمَكْسِيك (بالإسبانية: México) هي جمهورية دستورية فيدرالية في أمريكا الشمالية. يحدها من الشمال الولايات المتحدة ومن الجنوب والغرب المحيط الهادئ ومن الجنوب الشرقي كل من غواتيمالا وبليز والبحر الكاريبي ومن الشرق خليج المكسيك. تبلغ مساحتها تقريبًا 1,972,550 كيلومتر مربع، وتعد خامس أكبر بلد في الأمريكتين من حيث المساحة الكلية والثالثة عشر من بين الدول المستقلة في العالم. يقدر عدد سكانها بأكثر من 130 مليون نسمة مما يجعلها العاشرة من حيث السكان عالميًا والأكثر اكتظاظاً بالسكان في البلدان الناطقة بالإسبانية. والمكسيك اتحاد يضم 31 ولاية ومقاطعة فدرالية وحيدة هي المدينة العاصمة والتي تعد من بين أكثر المناطق الحضرية اكتظاظًا بالسكان في العالم.
يعود تاريخ الوجود البشري في المكسيك إلى 8000 قبل الميلاد على الأقل. بحلول أواخر القرن الخامس عشر، سيطرت إمبراطورية الآزتيك على جزء كبير من وسط المكسيك قبل سقوطها في أيدي القوات الاستعمارية الإسبانية، نضجت عدة ثقافات وحضارات متقدمة في أمريكا الوسطى التي تعتبر مهد الحضارة، ما قبل كولومبوس مثل الأولمك والتولتك والتيوتيهواكان والزابوتيك والمايا والأزتيك وبوريبيشا قبل أول اتصال مع الأوروبيين. في عام 1521، احتلت إسبانيا الأرض من قاعدتها في مدينة مكسيكو (تينوتشتيتلان) وتحوّلت إلى مستعمرة تابعة للتاج الإسباني تحت اسم إسبانيا الجديدة. أصبحت تلك المستعمرة في نهاية المطاف المكسيك حيث تم الاعتراف باستقلالها في عام 1821. تأثرت فترة ما بعد الاستقلال بعدم الاستقرار الاقتصادي والحرب المكسيكية الأمريكية والتنازل عن الأراضي لصالح الولايات المتحدة والحرب الأهلية وإمبراطوريتين ودكتاتورية محلية. قادت الأخيرة إلى الثورة المكسيكية في عام 1910 والتي بلغت ذروتها مع صدور دستور 1917 وظهور النظام السياسي الحالي في البلاد. اتسمت الانتخابات الرئاسية التي جرت في يوليو 2000 بأنها المرة الأولى التي يفوز بها حزب معارض من الحزب الثوري المؤسسي.
المكسيك واحدة من أكبر الاقتصادات في العالم وتعدّ قوة إقليمية ومتوسطة. بالإضافة إلى ذلك، كانت المكسيك أول عضو من أمريكا اللاتينية ينضم لمنظمة التعاون والتنمية الاقتصادية (منذ عام 1994) وتعد دولة ذات دخل أعلى من المتوسط. تعدّ المكسيك من الدول الصناعية الجديدة  وقوة ناشئة. تمتلك الناتج المحلي الإجمالي الاسمي الثالث عشر والحادي عشر من حيث تعادل القدرة الشرائية. يرتبط اقتصادها بقوة بشركائها في اتفاقية التجارة الحرة في أمريكا الشمالية وخصوصًا الولايات المتحدة. تحتل المكسيك المرتبة الأولى في الأمريكتين والخامسة في العالم من حيث عدد مواقع التراث العالمي لليونسكو البالغة 31 موقعًا،  وفي عام 2007 كانت العاشرة من حيث عدد الزوار في العالم مع 21.4 مليون سائح دولي سنوياً.
المكسيك هي جمهورية اتحادية ذات نظام حكم رئاسي، وتتميز بإطار ديمقراطي وفصل السلطات إلى ثلاثة فروع: التنفيذية والتشريعية والقضائية. يتكون المجلس التشريعي الفيدرالي من الكونجرس ذي المجلسين للاتحاد، والذي يضم مجلس النواب، الذي يمثل السكان، ومجلس الشيوخ، الذي يوفر تمثيلًا متساويًا لكل ولاية. ينشئ الدستور ثلاثة مستويات من الحكومة: الاتحاد الفيدرالي، وحكومات الولايات، والحكومات البلدية. يمنح الهيكل الفيدرالي في المكسيك الحكم الذاتي لولاياتها الـ 32، ويتأثر نظامها السياسي بشكل عميق بالتقاليد الأصلية مثل التنوير الأوروبية.

## أصل التسمية

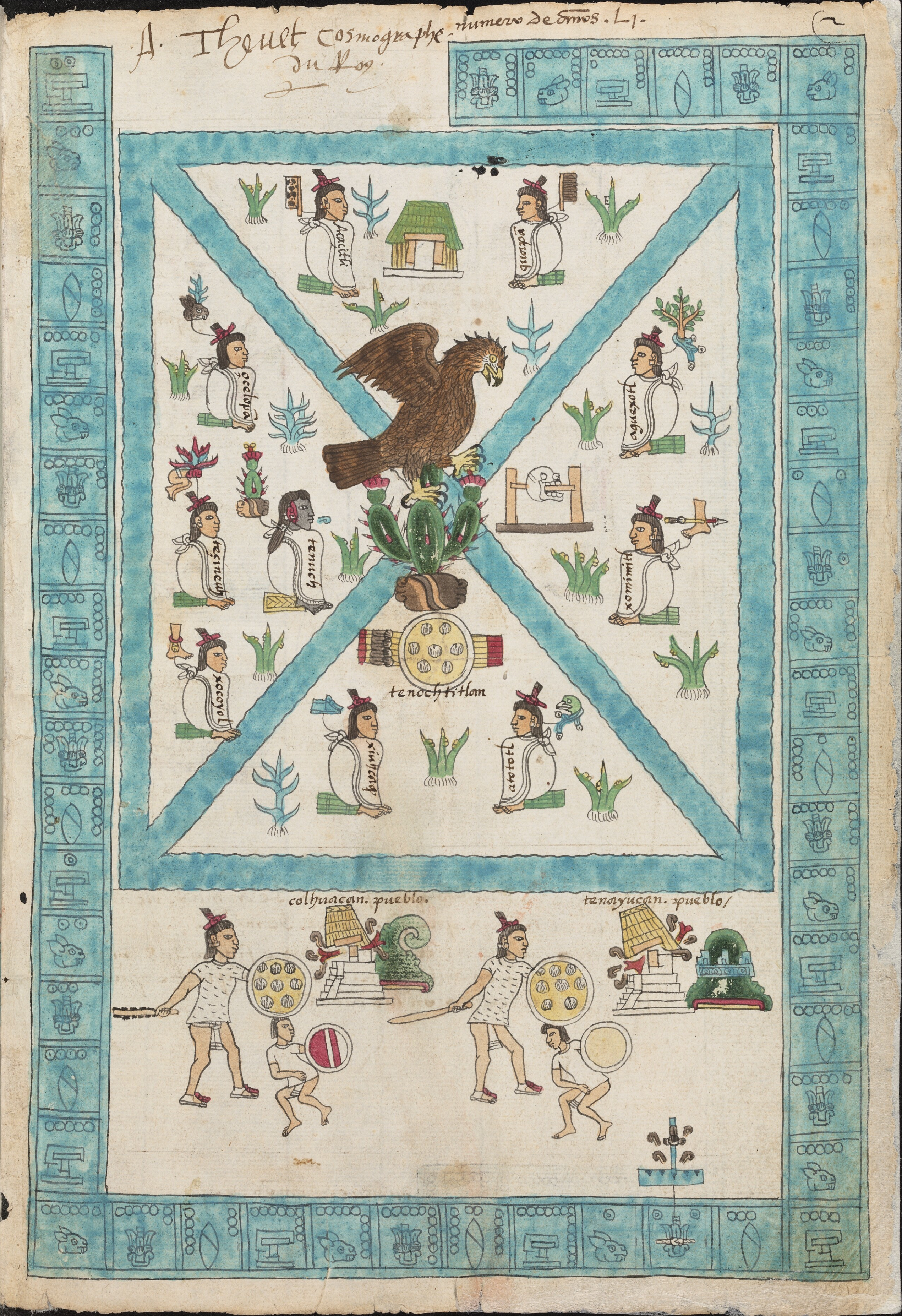
صورة لمكسيكو تينوتشتيتلان من دستور مندوزا

بعد حصول إسبانيا الجديدة على الاستقلال عن إسبانيا، تقرر أن يسمى البلد الجديد باسم العاصمة مكسيكو سيتي، والتي تأسست في 1524 على أنقاض عاصمة الأزتك القديمة مكسيكو تينوتشتيتلان. يأتي الاسم من لغة الناواتل ومعناه ليس معروفًا.
أما أناواك فهو المصطلح الذي استخدمه الأزتيك للإشارة إلى الأراضي التي سيطروا عليها، أي كامل الإمبراطورية بما في ذلك الشعوب الأخرى الخاضعة لهم؛ وذاك كان بين التسميات المقترحة لتسمية الدولة الجديدة قبل الاستقلال، على سبيل المثال مثل كونغرس أناواك أو كونغرس تشيلبانسينغو.
أطلقت الناواتل تسمية Mēxihco على قلب إمبراطورية الأزتيك أي وادي المكسيك وسموا شعبها ميشيكا Mexica والأراضي المحيطة بها والتي أصبحت لاحقاً ولاية المكسيك والتي كانت جزءاً من إسبانيا الجديدة قبل الاستقلال. يعدّ عمومًا أن التسمية كانت مكانية للوادي ومن ثم عممت كتسمية قومية لتحالف الأزتيك الثلاثي أو العكس.
أما اللاحقة -co فمن المؤكد غالبًا أنها ظرف مكان في لغة ناواتل محولة الكلمة إلى اسم مكان. أما أبعد من ذلك فأصل الكلمة غير مؤكد. قيل أنها مشتقة من Mextli أو Mēxihtli وهو اسم سري لإله الحرب ويتزيلوبوتشتلي وراعي الأزتيك وفي تلك الحالة Mēxihco تعني «المكان حيث يعيش ويتزيلوبوشتلي». ثمة فرضية أخرى  تشير بأن Mēxihco مشتقة من لفظ منحوت من كلمتي mētztli «قمر» و xīctli «سرة» بلغة الناواتل. تعني تلك («مكان في مركز القمر») والتي قد تشير إلى موقع تينوتشتيتلان في منتصف بحيرة تيسكوكو. كان نظام البحيرات المترابطة والتي كانت تيسكوكو مركزه على شكل أرنب والذي ربطه سكان أمريكا الوسطى مع القمر. لا تزال فرضية أخرى  تشير إلى أنها مشتقة من Mēctli إلهة الماغيي (نبتة من صنف الصبر).
نقل اسم المدينة الدولة إلى الإسبانية بصيغة México حيث لفظ الحرف <x> وفقًا لإسبانية القرون الوسطى حيث ينطق الحرف ب‎/ʃ/‏ لثوية احتكاكية لا صوت لها. هذا الصوت وصوت ‎[ʒ]‏ اللثوي الاحتكاكي الصوتي الممثلان بـ <j>، تطور ليصبح ‎[x]‏ حلقية احتكاكية لا صوتية. خلال القرن السادس عشر. أدى ذلك إلى استخدام البديل Méjico في العديد من المنشورات باللغة الإسبانية وعلى الأخص في إسبانيا، بينما فضلت México إملائيًا في المكسيك ومعظم البلدان الأخرى الناطقة بالإسبانية. أكدت الأكاديمية الملكية الإسبانية في السنوات الأخيرة والتي تنظم اللغة الإسبانية أن كلا الخيارين مقبول في اللغة الإسبانية ولكن الإملاء المعياري الموصى به هو México. تلتزم غالبية المنشورات في جميع البلدان الناطقة باللغة الإسبانية الآن بالقاعدة الجديدة، على الرغم من أن الاسم البديل يستخدم في بعض الأحيان. في اللغة الإنجليزية، لا يمثل حرف <x> أيًا من الصوت الأصلي أو الحالي، بل هو لفظ مركب صامت ‎[ks]‏.
تغير الاسم الرسمي للبلاد مع تغير الحكومات. سميت البلاد في مناسبتين (1821-1823 و 1863-1867) بالإمبراطورية المكسيكية. أما الدساتير الاتحادية الثلاثة (1824 و1857 و1917 وهو الدستور الحالي) فاستخدمت الولايات المتحدة المكسيكية  أو الولايات المكسيكية المتحدة. استخدمت التسمية جمهورية المكسيك في القوانين الدستورية لعام 1836.
في 22 نوفمبر 2012 اقترح الرئيس المنتهية ولايته فيليبه كالديرون قرارا بتغير الاسم الرسمي للدولة من الولايات المتحدة المكسيكية إلى المكسيك هي التسمية التي تُعرف بها البلاد عالمياً على أرض الواقع. ويحتاج المشروع إلى إقرار من الكونغرس وأغلبية المجالس التشريعية في الولايات ليصبح نافذاً.

## التاريخ

### الحضارات القديمة

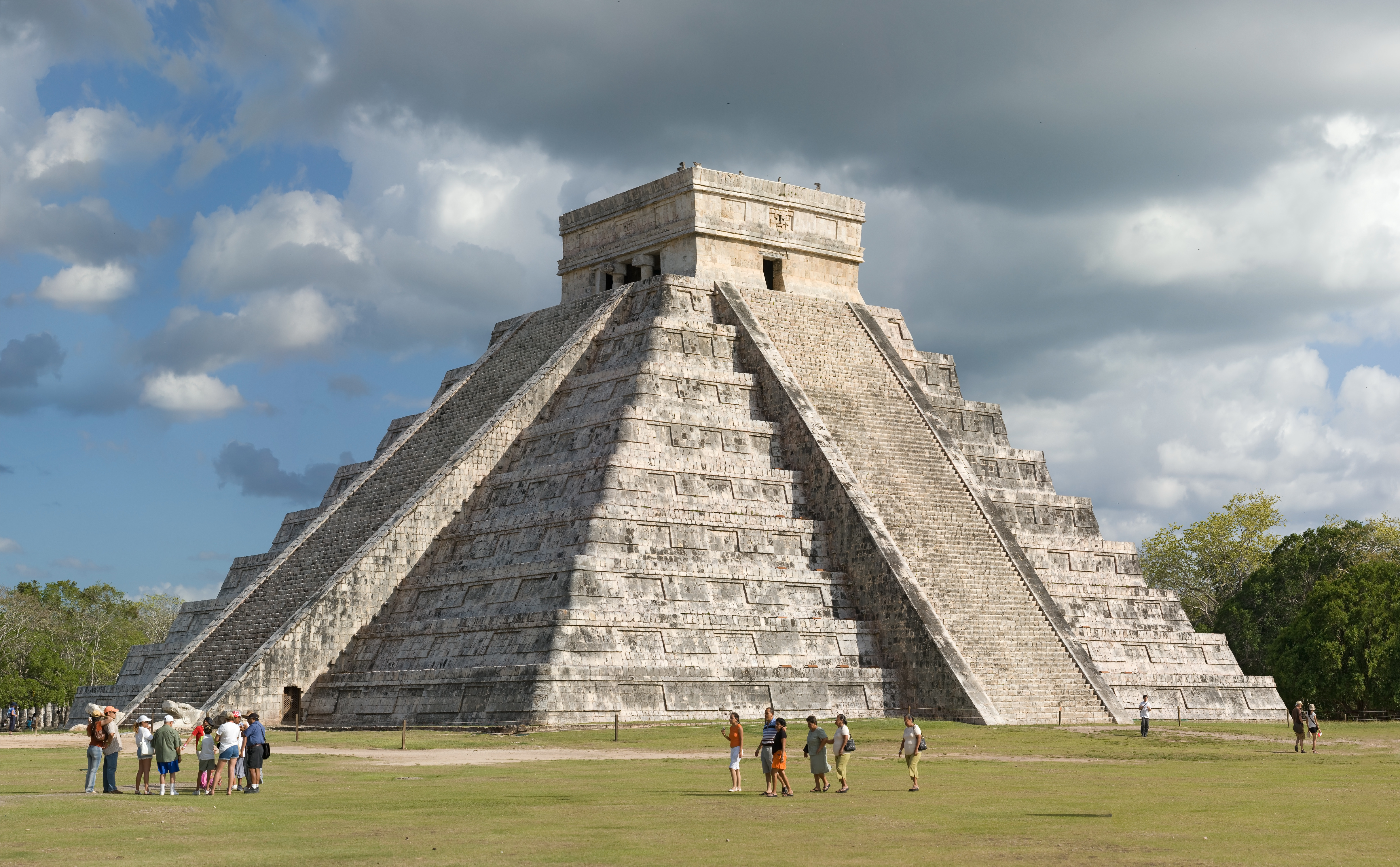
موقع تشيتشن إيتزا الأثري، أحد عجائب الدنيا السبع الجديدة.

أول البقايا البشرية في المكسيك وهي شرائح من أدوات حجرية عُثر عليها قرب بقايا موقد نار في وادي المكسيك ويرجع تاريخها اعتماداً على الكربون المشع إلى 10000 عامًا قبل الميلاد. وعُثر على هيكل عظمي لأنثى أطلق عليها اسم نايا وقُدّر عمر الهيكل بأكثر من 12000 سنة، وقامت الشعوب الأصلية القديمة حوالي 9,000 مضت بزراعة الذرة وشرعت في ثورتها الزراعية مما أدى إلى ظهور حضارات عديدة معقدة. المكسيك هي موقع استئناس الذرة والطماطم والفاصوليا، والتي أنتجت فائضًا زراعيًا. وقد مكن هذا من الانتقال من الصيادين وجامعي الثمار الهنود القدماء إلى القرى الزراعية المستقرة بدءًا من حوالي 5000 قبل الميلاد. تعتبر الفترة التكوينية لأمريكا الوسطى واحدة من المهد الستة المستقلة للحضارة، وشهد هذا العصر نشأة سمات ثقافية مميزة مثل التقاليد الدينية والرمزية وزراعة الذرة والمجمعات الفنية والمعمارية بالإضافة إلى نظام عددي فيجيسيمال (قاعدة 20). بين عامي 800 و 300 قبل الميلاد نضجت العديد منها إلى حضارات ما قبل كولومبية متقدمة في أمريكا الوسطى مثل الأولمك والإزابا والتيوتهواكان والمايا والزابوتيك والميكستيك والهواستيك والبوريبيتشا والتوتوناك والتولتك والأزتيك: ميكسيكا والتي ازدهرت منذ ما يقرب من 4000 سنة قبل أول اتصال مع الأوروبيين.
يُعزى إلى تلك الحضارات العديد من الاختراعات والتقدم في مجالات مثل الهندسة المعمارية (المعابد الهرمية) والرياضيات والفلك والطب واللاهوت. عرف الأزتيك بممارسة التضحية البشرية على نطاق واسع. ضمت تيوتيهواكان في أوج نشاطها على بعض أكبر الهياكل الهرمية في الأمريكتين قبل وصول كولومبس وفاق تعداد سكانها 150,000 شخص. تضع تقديرات أعداد السكان قبل الغزو الإسباني بين 6-25 مليون نسمة.
في وقت اتصالها بالإسبان، لم تكن تيوتهواكان مأهولة على الرغم من أن موقعها كان معروفًا؛ تمركز سكان إمبراطورية الأزتيك ومن سبقها حول بحيرة تيسكوكو وأيضًا في وادي المكسيك حيث تأسست مدينة تينوتشتيتلان عام 1325.

### الغزو الإسباني والعصر الاستعماري (1519-1821)

ميغيل إيدالغو أي كوستيا "والد المكسيك"

على الرغم من أن الإمبراطورية الإسبانية قد أنشأت مستعمرات في منطقة البحر الكاريبي بدءًا من عام 1493، إلا أن الإسبان تعرفوا لأول مرة على المكسيك خلال رحلة خوان دي جريخالفا عام 1518. وصل إرنان كورتيس في فبراير 1519 أوائل القرن السادس عشر إلى أراضي المكسيك وغزا حضارة الأزتيك وأسس مدينة فيراكروز الإسبانية. جلب الغزاة الإسبان من غير قصد داء الجدري الذي دمر أمريكا الوسطى في عشرينيات القرن السادس عشر، مما أسفر عن مقتل الملايين من الأزتيك، بما في ذلك الإمبراطور، ويعزى له انتصار إرنان كورتيس على الإمبراطورية. أصبحت المنطقة جزءاً من أراضي الإمبراطورية الإسبانية تحت اسم إسبانيا الجديدة. أعاد كورتيس بناء مكسيكو سيتي في أعقاب سقوط تينوتشتيتلان في 1521 بداية لعصر استعماري دام 300 عام. أنشئت العديد من التقاليد والهوية والعمارة المكسيكية خلال الفترة الاستعمارية وهناك عاملان جعلا المكسيك جوهرة في الإمبراطورية الإسبانية: وجود شعوب أمريكا الوسطى الكبيرة المنظمة هرميًا والتي كانت تدفع الجزية وتؤدي أعمالًا إلزامية واكتشاف رواسب فضية شاسعة في شمال المكسيك.

### الاستقلال (1808-1855)

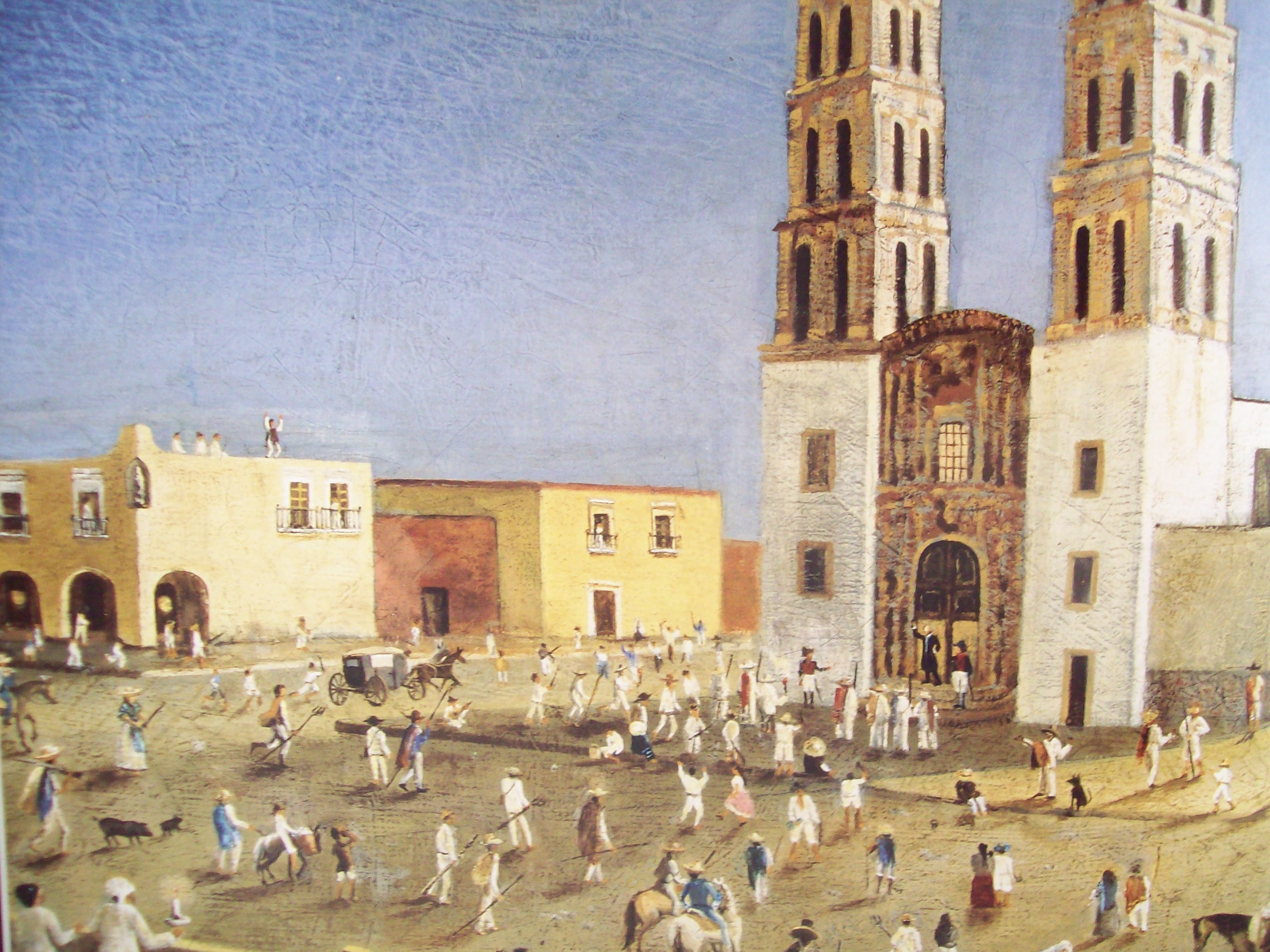
صرخة دولوريس التي أطلقها ميغيل إيدالغو إي كوستيلا في 16 سبتمبر 1810، بقلم جيه جيه ديل مورال. تشير هذه الصرخة إلى بداية حرب الاستقلال المكسيكية ضد الحكم الاستعماري الإسباني.

في 16 سبتمبر 1810، أعلن الكاهن ميغيل إيدالغو إي كوستيا الاستقلال عن إسبانيا في بلدة دولوريس Dolores الصغيرة في غواناخواتو Guanajuato. شكل إيدالغو أولى الجماعات المسلحة إضافة إلى قائد الجيش الإسباني الاستعماري الكابتن إجناسيو أليندي وقائد الميليشيا خوان ألداما و«لا كوريخيدورا» خوسيفا أورتيز دي دومينغيز. تم القبض على ميغيل إيدالغو إي كوستيا وبعض جنوده وأُعدم رميًا بالرصاص في تشيواوا Chihuaua في 31 يوليو 1811. بعد وفاته، انتقلت القيادة إلى الكاهن خوسيه ماريا موريلوس والذي احتل مدن الجنوب الرئيسية.
في 1813 انعقد مؤتمر تشيلبانسينغو Chilpancingo، وفي 6 نوفمبر وقع «قانون رسمي لإعلان استقلال أمريكا الشمالية». تم القبض على موريلوس وأعدم في 22 ديسمبر 1815. في السنوات اللاحقة، كان التمرد على وشك الانهيار، ولكن في عام 1820 أرسل الوالي خوان رويز دي أبوداكا جيشًا بقيادة الجنرال أغوستين دي إتوربيدي ضد قوات فيسنتي غيريرو Vicente Guerrero. بدلًا من ذلك، اتصل إيتوربيدي بغيريرو للانضمام إلى قواته وفي عام 1821، وقع ممثلون عن التاج الإسباني وإيتوربيدي «معاهدة قرطبة» و«إعلان استقلال الإمبراطورية المكسيكية» الذي اعترف باستقلال المكسيك بموجب شروط «خطة إغوالا» Plan de Iguala.

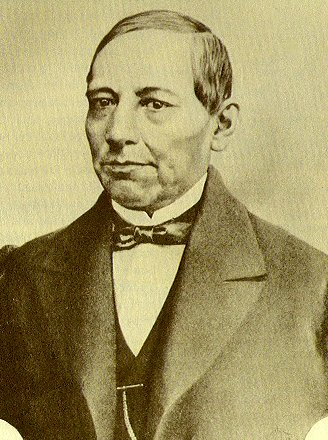
الرئيس بينيتو خواريز، قاوم الاحتلال الفرنسي وحل الإمبراطورية وأعاد الجمهورية وأسس فصل الدين عن الدولة.

أعلن أغوستين دي إيتوربيدي نفسه على الفور إمبراطور الإمبراطورية المكسيكية الأولى. صعدت ثورة ضده في عام 1823 في الولايات المتحدة المكسيكية. في عام 1824، تم وضع مسودة الدستور الجمهوري من قبل غوادالوبي فيكتوريا Guadalupe Victoria والذي أصبح أول رئيس للدولة الوليدة. تميزت العقود الأولى من فترة ما بعد الاستقلال بعدم الاستقرار الاقتصادي، مما أدى إلى الغزو الفرنسي الأول في 1836 وصراع مستمر بين اللبراليين، أنصار حكومة فدرالية، والمحافظين أنصار حكومة مركزية.
أقر الجنرال أنطونيو لوبيز دي سانتا أنا - وهو دكتاتور لمرتين ومن أنصار المركزية - القوانين السبعة Siete Leyes في عام 1836 وهو تعديل جذري أضفى الطابع المؤسسي على الشكل المركزي للحكومة. عندما علق الجنرال الدستور عام 1824، انتشرت الحرب الأهلية في جميع أنحاء البلاد وأعلنت ثلاث حكومات جديدة استقلالها: جمهورية تكساس وجمهورية ريو غراندي وجمهورية يوكاتان.
نجحت تكساس في تحقيق الاستقلال وضمتها الولايات المتحدة لاحقًا. أدى نزاع حدودي إلى اندلاع الحرب المكسيكية الأمريكية والتي بدأت في عام 1846 واستمرت لسنتين، أنهتها معاهدة غوادالوبي إيدالغو والتي أجبرت المكسيك على التخلي عن أكثر من نصف أراضيها للولايات المتحدة بما في ذلك ألتا كاليفورنيا ونيو مكسيكو والأجزاء المتنازع عليها من تكساس. نقلت أراض أصغر بكثير في ما هو اليوم جنوب أريزونا وجنوب غرب نيو مكسيكو - صفقة شراء غادسدن - في 1854. كانت حرب الطوائف في يوكاتان وهي انتفاضة لشعب المايا التي بدأت في عام 1847  من أنجح الثورات الحديثة لسكان أمريكا الأصليين. حافظ المتمردون المايا أو كروزوب على جيوب مستقلة نسبيًا حتى ثلاثينيات القرن الماضي.

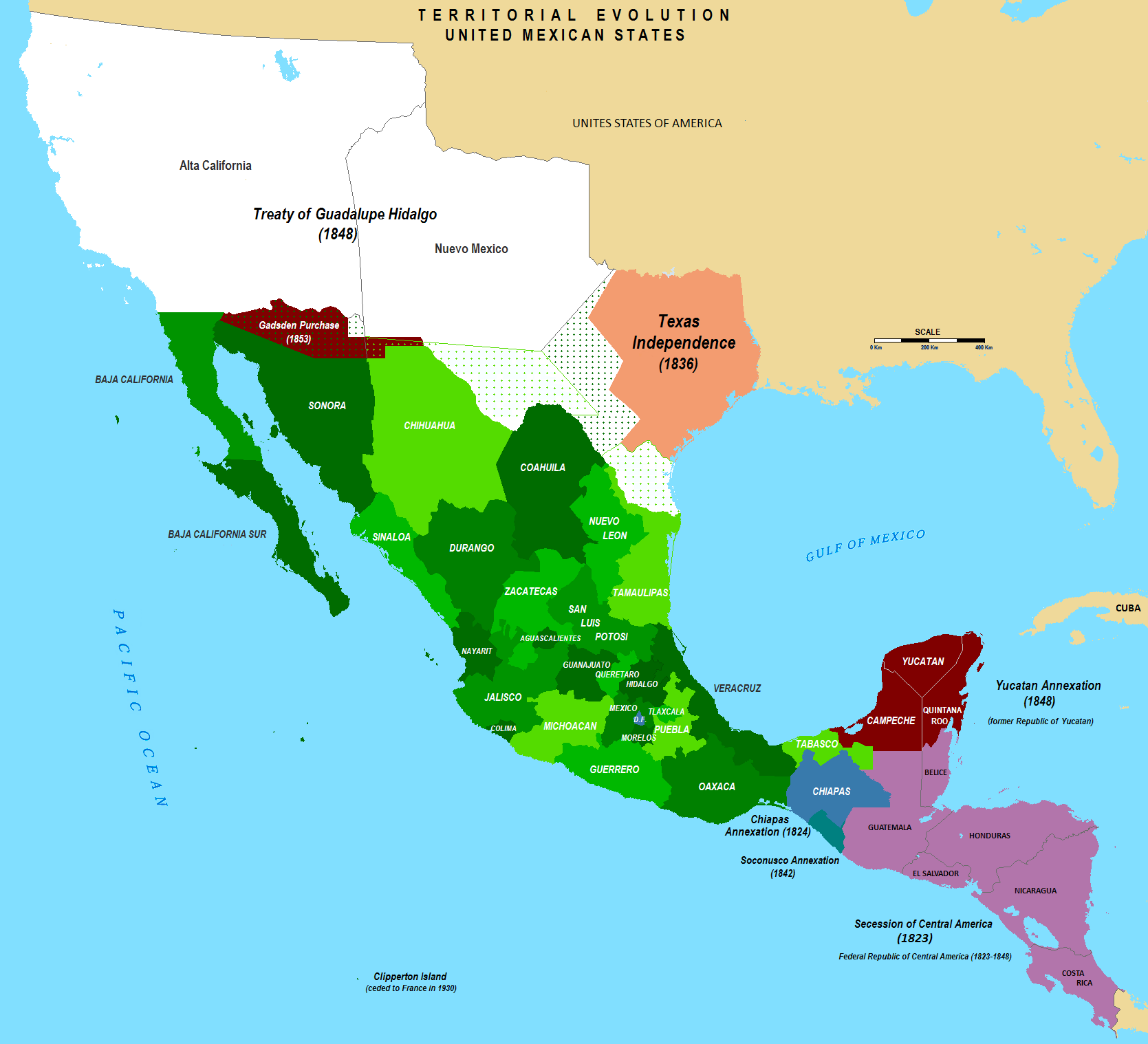
تطور أراضي المكسيك منذ 1821 حتى 2009

دفع عدم الرضا على عودة سانتا آنا إلى السلطة إلى «خطة أيوتلا» Plan de Ayutla الليبرالية وبدء عصر الإصلاحات حيث تمت صياغة دستور جديد في عام 1857 أسس لدولة علمانية وحكومة فيدرالية وحريات عدة. رفض المحافظون الاعتراف به وبدأت حرب الإصلاح 1858 وكان لكلا الفريقين حكوماتهم. انتهت الحرب في عام 1861 بانتصار الليبراليين بقيادة بينيتو خواريز Benito Juarez وهو من السكان الأصليين للبلاد. في ستينيات القرن التاسع عشر، خضعت المكسيك لاحتلال عسكري من قبل فرنسا والتي أنشأت الإمبراطورية المكسيكية الثانية تحت حكم الأرشيدوق الهابسبورغي فرديناند ماكسيمليان من النمسا بدعم من رجال الدين الكاثوليك والمحافظين والذي بدّل انتماءه لاحقًا وانضم إلى الليبراليين. استسلم ماكسيميليان وحوكم في 14 يونيو وأعدم في 19 يونيو 1867.
حكم بورفيريو دياس Porfirio Díaz - وهو جنرال جمهوري خلال التدخل الفرنسي - المكسيك في الفترة من 1876-1880 ثم من 1884-1911 في خمسة انتخابات متتالية وهي الفترة المعروفة باسم بورفيرياتو Porfiriato والتي تميزت بإنجازات اقتصادية ملحوظة واستثمارات في مجالات الفنون والعلوم ولكن أيضًا بعدم المساواة الاقتصادية والقمع السياسي.

### القرن العشرين حتى الوقت الحاضر

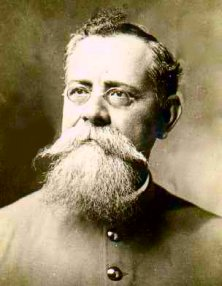
فينوستيانو كارانزا أحد قادة الثورة المكسيكية ومؤيد لدستور 1917

أثار احتمال تزوير الانتخابات التي أدت إلى إعادة انتخاب بورفيريو دياس مرة خامسة ثورة مكسيكية عام 1910 قادها بداية فرانسيسكو إي ماديرو Francisco I Madero
استقال دياس من منصبه في عام 1911 وانتخب ماديرو رئيسًا لكن أطيح به وقتل في انقلاب عسكري بعد عامين من تدبير الجنرال المحافظ فيكتوريانو ويرتا. أعاد ذلك الحدث إشعال الحرب الأهلية التي شكلت شخصيات مثل فرانسيسكو فيّا وإيمليانو ساباتا الذين شكلوا قواتهم الخاصة. تمكنت قوة ثالثة وهي الجيش الدستوري بقيادة فينوستيانو كارانزا Venustiano Carranza من وضع نهاية للحرب، وعدل دستور 1857 بشكل جذري ليشمل العديد من البنى الاجتماعية ومطالب الثوار في ما كان يسمى في نهاية المطاف بدستور عام 1917. يُقدر عدد ضحايا الحرب بنحو 900,000 من السكان عام 1910 البالغ عددهم 15 مليون نسمة.
اغتيل كارانزا في عام 1920 ليخلفه بطل ثوري آخر هو ألفارو أوبريغون Alvaro Obregon والذي خلفه بدوره بلوتاركو إلياس كايّس Plutarco Elias Calles. أعيد انتخاب أوبريغون في عام 1928 ولكنه اغتيل قبل توليه للسلطة. في عام 1929، أسس كايّس الحزب الثوري الوطني وأعاد تسميته لاحقًا بالحزب الثوري المؤسسي وباشر حقبة عرفت باسم ماكسيماتو والتي انتهت بانتخاب لازارو كارديناس Lazaro Cardenas الذي نفذ العديد من الإصلاحات الاقتصادية والاجتماعية والأهم تأميم صناعة النفط إلى شركة بيميكس Pemex في 18 مارس 1938، ولكنها أثارت أزمة دبلوماسية مع البلدان التي فقد مواطنوها أعمالهم بسبب سياسات كارديناس الراديكالية.
بين عامي 1940 و 1980، شهدت المكسيك نموًا اقتصاديًا ضخمًا يسميه بعض المؤرخين «المعجزة المكسيكية». على الرغم من أن الاقتصاد مستمر في الازدهار، لا تزال اللامساواة الاجتماعية عاملًا من عوامل السخط. علاوة على ذلك، أصبح حكم الحزب الثوري المؤسسي شموليًا وقمعيًا في بعض الأحيان  (مذبحة تلاتيلولكو Tlatelolco عام 1968  والتي أودت بحياة حوالي 30-800 من المحتجين).
عقب إدارة لويس اتشيفيريا إصلاحات انتخابية وارتفاع أسعار النفط، بينما أدى سوء إدارة هذه الإيرادات إلى التضخم وتفاقم أزمة عام 1982. في تلك السنة انخفضت أسعار النفط وارتفعت أسعار الفائدة وعجزت الحكومة عن سداد ديونها. لجأ الرئيس ميغيل دي لا مدريد Miguel de la Madrid إلى تخفيض قيمة العملة مما أثار التضخم.

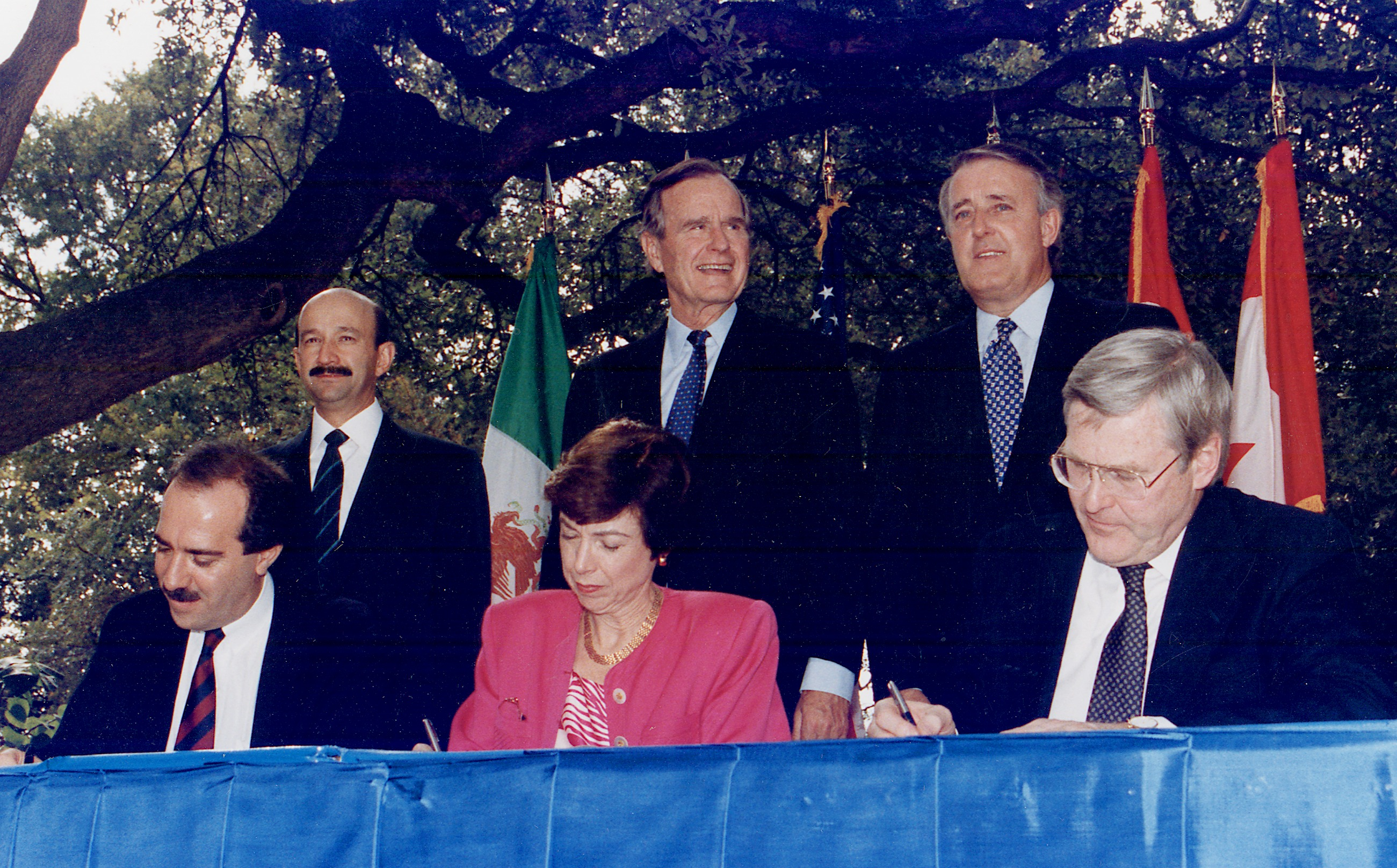
حفل توقيع نافتا في أكتوبر 1992.

ظهرت أولى التصدعات في موقف الحزب الثوري المؤسسي الاحتكاري في عقد 1980، حيث انتخب إرنستو روفو أبيل كحاكم لولاية باخا كاليفورنيا. في عام 1988، منعت لجنة تزوير الانتخابات المرشح اليساري كواتيموك كارديناس من الفوز في الانتخابات الرئاسية الوطنية، وأعطت كارلوس ساليناس دي غورتاري رئاسة الجمهورية مما أدى إلى احتجاجات ضخمة في مكسيكو سيتي.
شرع ساليناس في برنامج إصلاحات ليبرالية جديدة حددت سعر الصرف وسيطرت على التضخم وتوّجها بتوقيع اتفاق التجارة الحرة لأمريكا الشمالية والذي دخل حيز التنفيذ في 1 يناير 1994. في اليوم نفسه، بدأ جيش زاباتيستا للتحرير الوطني تمردًا مسلحًا دام أسبوعين ضد الحكومة الاتحادية واستمر كحركة معارضة غير عنيفة ضد الليبرالية الجديدة والعولمة.
في ديسمبر 1994، بعد شهر من خلافة إرنستو زيديلو لساليناس، انهار الاقتصاد المكسيكي مما دفع الرئيس الأمريكي بيل كلينتون لإصدار حزم إنقاذ سريعة والقيام بإصلاحات اقتصادية كلية كبيرة من طرف الرئيس زيديللو فتعافى الاقتصاد بسرعة وبلغت لنمو ذروته بنسبة 7% تقريبًا بحلول نهاية عام 1999.
في عام 2000 وبعد 71 عامًا خسر الحزب الثوري المؤسسي الانتخابات الرئاسية أمام فيسينتي فوكس Vicente Fox من حزب العمل الوطني المعارض PAN. في الانتخابات الرئاسية لعام 2006، أعلن فيليبي كالديرون Felipe Calderon فائزًا من حزب العمل بهامش ضيق للغاية على السياسي اليساري أندريس مانويل لوبيس أوبرادور Andres Manuel Lopez Obrador من حزب الثورة الديمقراطية PRD. اعترض لوبيس أوبرادور مع ذلك على الانتخابات وتعهد بإنشاء «حكومة بديلة».

## الحكومة والسياسة

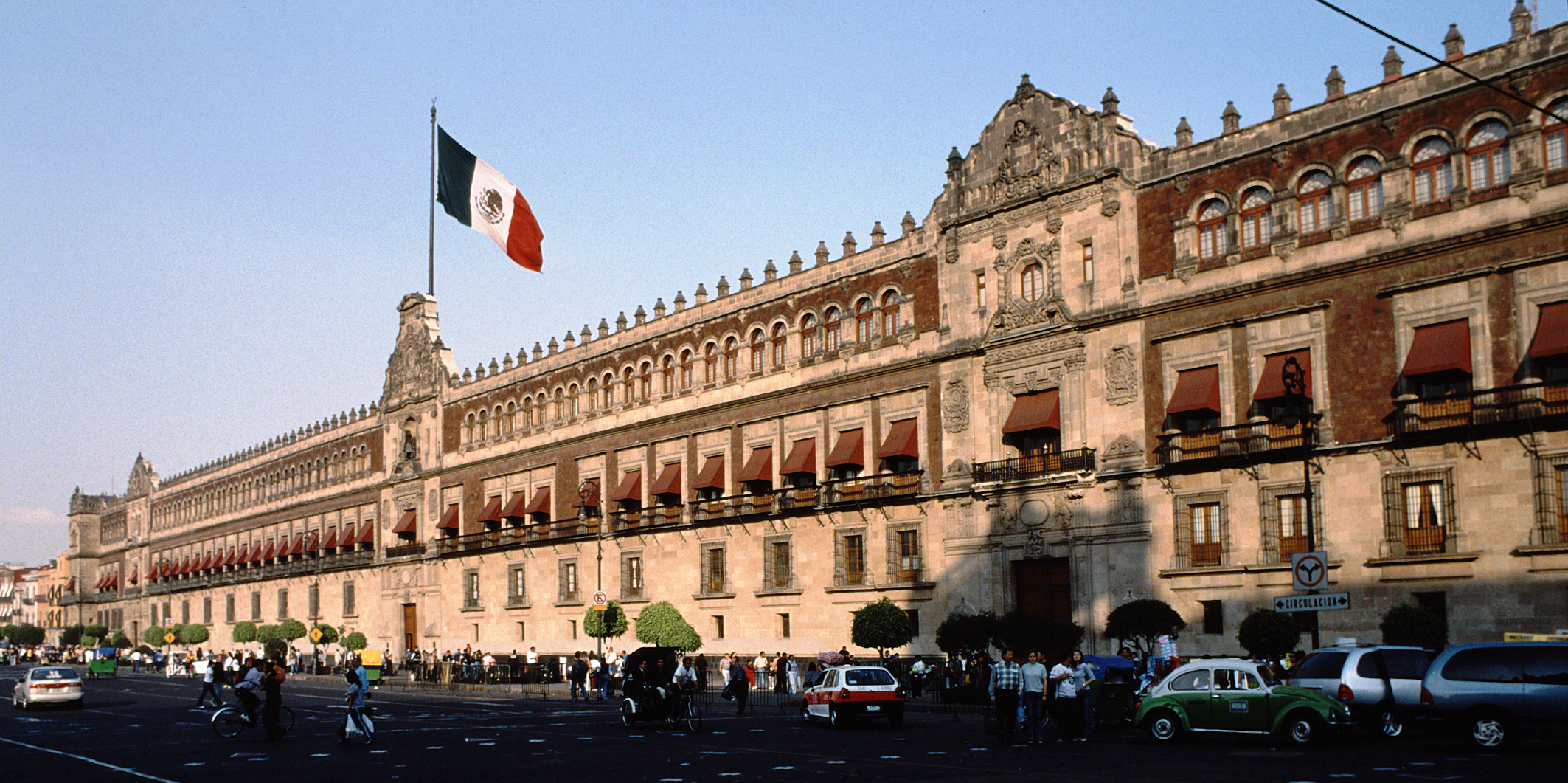
القصر الوطني، المقعد الرمزي للرئيس والحكومة

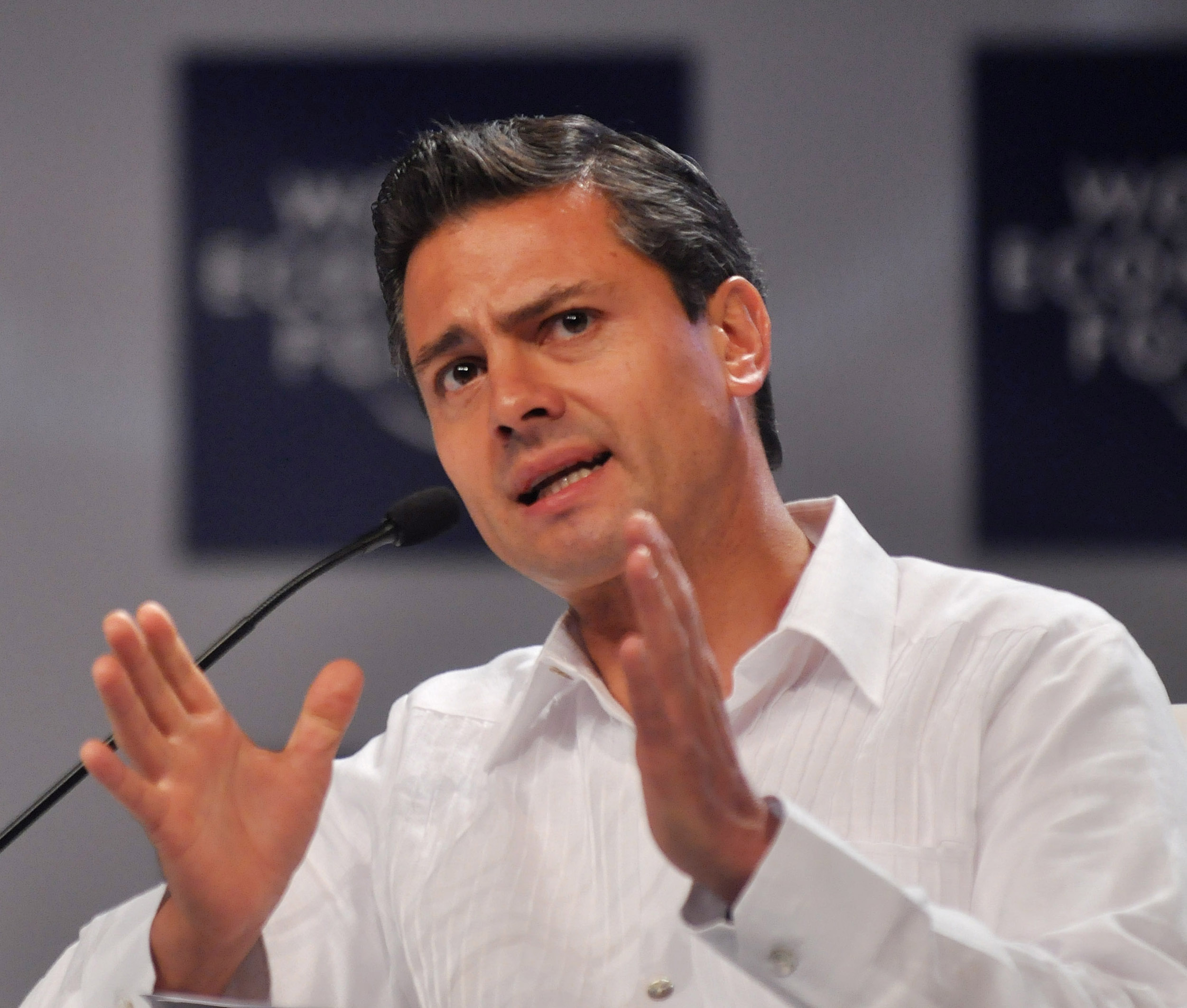
إنريكه بينيا نييتو الرئيس السابق للمكسيك.

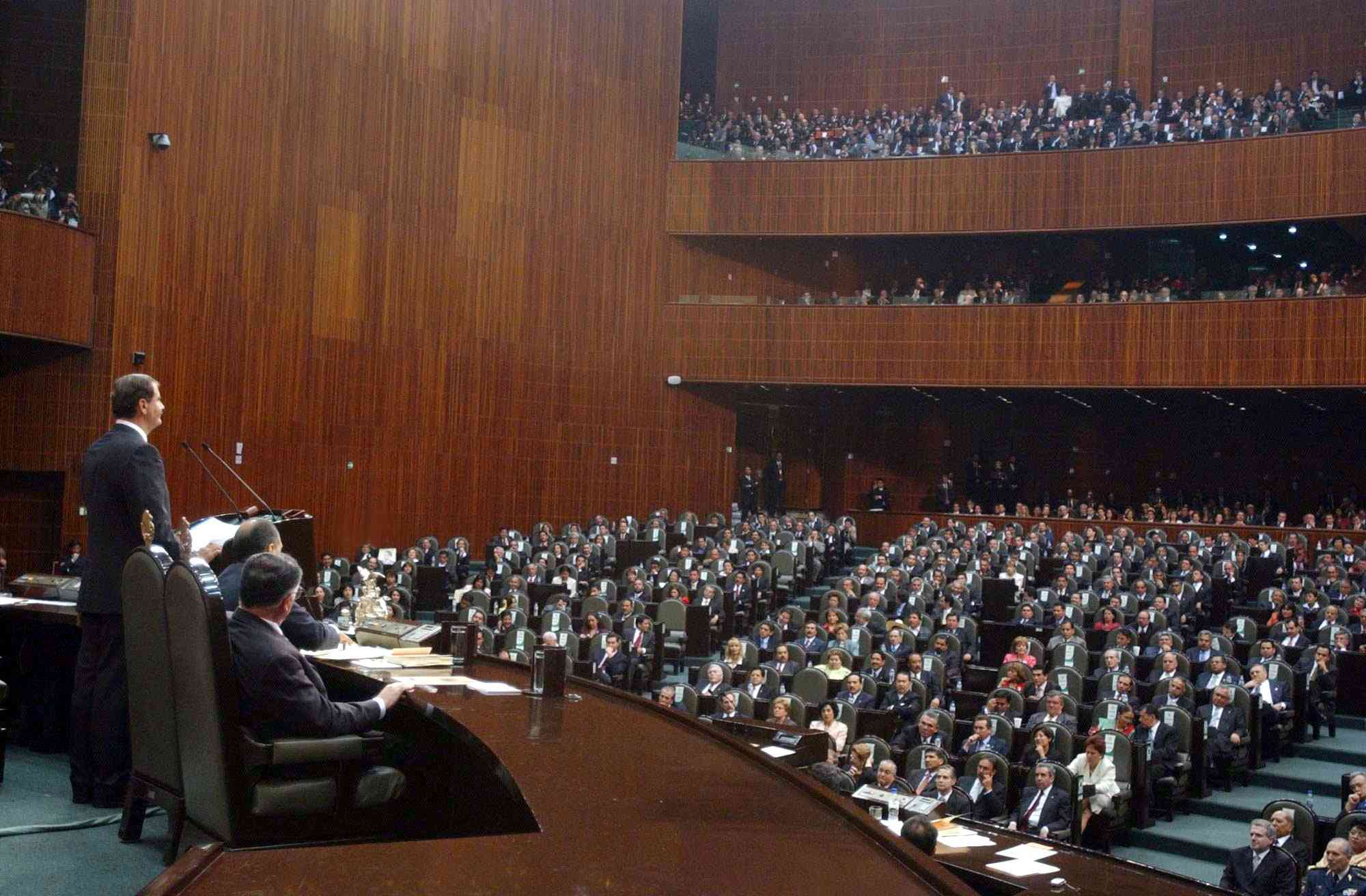
الكونغرس المكسيكي

الولايات المكسيكية المتحدة هي اتحاد ذو حكومة تمثيلية وديمقراطية وجمهورية مبنية على أساس نظام رئاسي وفقًا لدستور عام 1917، يحدد الدستور ثلاثة مستويات من الحكومة: الاتحاد الفدرالي وحكومات الولايات والحكومات المحلية. وفقًا للدستور؛ يجب أن يكون نظام الحكم في جميع الولايات المكونة للاتحاد جمهوريًا ويتألف من ثلاثة فروع: السلطة التنفيذية والتي يمثلها الحاكم ومجلس الوزراء المعين، والسلطة التشريعية مكونة من كونغرس من غرفة واحدة والسلطة القضائية والتي تشمل محكمة العدل العليا. كما تمتلك تلك الولايات قوانينها المدنية والقضائية الخاصة.
يتألف الكونغرس الاتحادي من مجلسين هما مجلس الشيوخ ومجلس النواب. من صلاحيات الكونغرس إقرار القوانين الفدرالية وإعلان الحرب وفرض الضرائب وإقرار الميزانية الوطنية والمعاهدات الدولية والتصديق على التعيينات الدبلوماسية. تنتخب مقاعد المجالس التشريعية الاتحادية في الولايات عن طريق نظام التصويت الموازي والذي يضمن التعددية والتمثيل النسبي. يتكون مجلس نواب الكونغرس الاتحادي من 300 نائب ينتخبون بالأغلبية و200 عن طريق التمثيل النسبي وفقًا للقوائم الحزبية المغلقة  والتي تقسم البلاد إلى 5 دوائر انتخابية. يضم مجلس الشيوخ ما مجموعه 128 عضوًا: 64 عضوًا اثنان من كل ولاية وآخران لمنطقة العاصمة الاتحادية ينتخبون عادة بالأغلبية كزوجين سوية بينما يعين 32 عضوًا مخصصين لأولى الأقليات أو الوصيف الأول في الانتخابات (واحد لكل ولاية وآخر لمنطقة العاصمة الاتحادية) و 32 عن طريق التمثيل النسبي بالقوائم الحزبية المغلقة والتي تقسم البلاد إلى دائرة انتخابية واحدة.
يقود السلطة التنفيذية رئيس الولايات المكسيكية المتحدة وهو رئيس الدولة والحكومة، فضلًا عن كونه القائد العام للقوات المسلحة المكسيكية. كما يعين مجلس الوزراء وضباطًا آخرين. الرئيس هو المسؤول عن تنفيذ وتطبيق القانون ويملك سلطة الاعتراض على مشاريع القوانين.
أما الفرع القضائي للحكومة فهي محكمة العدل العليا والتي تضم أحد عشر قاضيًا يعينهم رئيس الجمهورية بموافقة من مجلس الشيوخ والذين يفسرون القوانين والقضايا على مستوى الكفاءات الاتحادية. من المؤسسات القضائية الأخرى المحكمة الانتخابية والجماعية والمحاكم الوحدوية والمقاطعات ومجلس القضاء الاتحادي.
هيمنت تاريخيًا ثلاثة أحزاب على السياسة المكسيكية: حزب العمل الوطني PAN وهو حزب يميني محافظ تأسس عام 1939 وينتمي إلى منظومة الحزب الديمقراطي المسيحي في أمريكا. الحزب الثوري المؤسسي PRI، وهو حزب من يسار الوسط وعضو في الاشتراكية الدولية  تأسس عام 1929 لتوحيد جميع قوى وفصائل الثورة المكسيكية وهيمن تقريبًا على السياسة المكسيكية منذ ذلك الحين. حزب الثورة الديمقراطية PRD وهو حزب يساري  تأسس عام 1989 كخلف لائتلاف من الاشتراكيين والأحزاب الليبرالية.

### العلاقات الخارجية

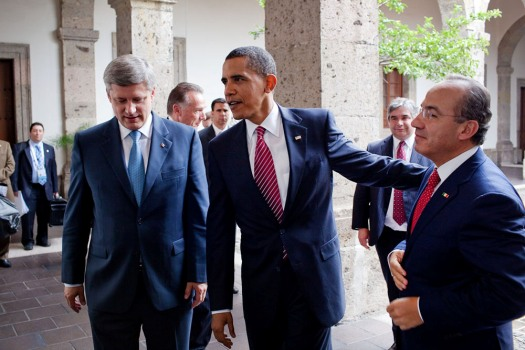
رئيس الوزراء هاربر والرئيسان أوباما وكالديرون في قمة زعماء أمريكا الشمالية 2009 في غوادالاخارا.

يوجه رئيس المكسيك العلاقات الخارجية للبلاد  بينما تديرها وزارة الخارجية. تذكر مبادئ السياسات الخارجية دستوريًا في المادة 89 في البند 10، والتي تشمل: احترام القانون الدولي والمساواة القانونية بين الدول وسيادتها واستقلالها وعدم التدخل في الشؤون الداخلية للدول الأخرى، والحل السلمي للنزاعات، وتعزيز الأمن الجماعي من خلال المشاركة النشطة في المنظمات الدولية. منذ ثلاثينيات القرن الماضي وعقيدة استرادا تعمل كمتمم حاسم لهذه المبادئ.

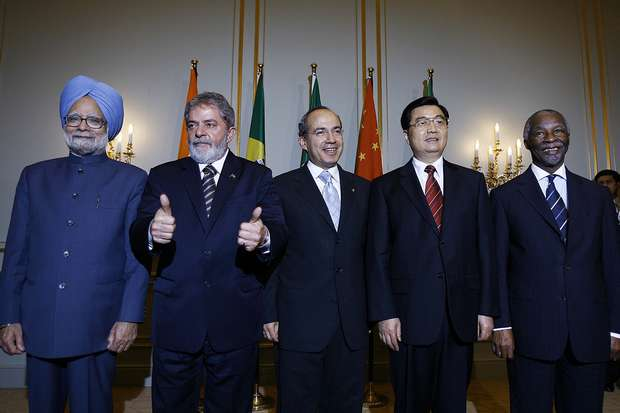
فيليبي كالديرون مع قادة دول أخرى في اجتماع مجموعة الخمس في برلين.

المكسيك هي إحدى الأعضاء المؤسسين لعدة منظمات دولية وأبرزها الأمم المتحدة  ومنظمة البلدان الأمريكية  ومنظمة الدول الأيبيرية الأمريكية  والأوبانال  ومجموعة ريو،  كما ساهمت المكسيك في عام 2008 بأكثر من 40 مليون دولار للميزانية العادية للأمم المتحدة. بالإضافة إلى ذلك، فإن المكسيك هي الدولة الوحيدة في أمريكا اللاتينية العضو في منظمة التعاون والتنمية الاقتصادية منذ انضمامها في عام 1994 على الرغم من أن تشيلي في طور الحصول على العضوية الكاملة. تعدّ المكسيك قوة إقليمية  وبالتالي هي عضو في المجموعات الاقتصادية الكبرى مثل مجموعة ثمانية زائد خمسة ومجموعة العشرين. بالإضافة إلى ذلك ومنذ التسعينات سعت المكسيك إصلاح مجلس الأمن التابع للأمم المتحدة وأساليب عمله  بدعم من كندا وإيطاليا وباكستان وتسع دول أخرى تشكل مجموعة غير رسمية تعرف بنادي القهوة.
بعد حرب الاستقلال، تركزت علاقات المكسيك في المقام الأول مع الولايات المتحدة جارتها الشمالية وهي أكبر شريك تجاري،  وأكثر اللاعبين نفوذًا في نصف الكرة الغربي والشؤون العالمية. دعمت المكسيك الحكومة الكوبية منذ نشأتها في أوائل الستينات،  والثورة الساندينية في نيكاراغوا خلال أواخر السبعينات  والجماعات الثورية اليسارية في السلفادور خلال الثمانينيات. وقد أولى الرئيس السابق فيليبي كالديرون أمريكا اللاتينية ومنطقة البحر الكاريبي اهتمامًا أكبر.

### القوات المسلحة

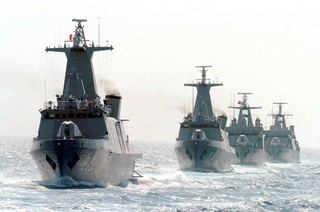
طرادات حربية من طراز دورانغو تابعة للبحرية المكسيكية

القوات المسلحة المكسيكية فرعان: الجيش المكسيكي (الذي يضم سلاح الجو المكسيكي) والبحرية المكسيكية. تمتلك القوات المسلحة المكسيكية بنية تحتية هامة بما في ذلك مرافق للتصميم والبحوث والتجارب على الأسلحة والسيارات والطائرات والسفن البحرية وأنظمة الدفاع والإلكترونيات  والصناعة التحويلية ومراكز عسكرية لبناء مثل هذه النظم وبحرية متطورة وترسانات بناء السفن التي تبني السفن الحربية الثقيلة وتكنولوجيا الصواريخ المتقدمة.
في السنوات الأخيرة، تحسنت تقنيات التدريب في المكسيك والقيادة العسكرية وهياكل المعلومات واتخذت خطوات لتصبح أكثر اعتمادًا على الذات في تزويد قواتها العسكرية من خلال تصميم وكذلك تصنيع أسلحتها الخاصة  إضافة إلى الصواريخ  والطائرات  والمركبات والأسلحة الثقيلة والإلكترونيات  ونظم الدفاع  والمدرعات الثقيلة والمعدات الصناعية العسكرية والسفن الحربية الثقيلة. منذ التسعينات ومع تصاعد دور الجيش في الحرب على المخدرات، ازدادت الحاجة للحصول على منصات المراقبة المحمولة جوًا، والطائرات والمروحيات والتقنيات الرقمية الحربية  ومعدات حرب المدن والنقل السريع للقوات.
تمتلك المكسيك قدرات صنع الأسلحة النووية، ولكنها تغاضت عن هذا الاحتمال في معاهدة تلاتيلولكو في عام 1968 حيث تعهدت باستخدام التكنولوجيا النووية للأغراض السلمية. في عام 1970 كرر المعهد الوطني المكسيكي لبحوث الأسلحة النووية بنجاح اليورانيوم المستخدم في تصنيع أسلحة نووية  ولكن في أبريل 2010، وافقت المكسيك على تسليم اليورانيوم المستخدم في الأسلحة النووية إلى الولايات المتحدة.
تاريخيًا، ظلت المكسيك محايدة في الصراعات الدولية  باستثناء الحرب العالمية الثانية. ومع ذلك، اقترحت بعض الأحزاب السياسية في السنوات الأخيرة تعديل الدستور من أجل السماح للقوات المسلحة المكسيكية في المشاركة في مهام حفظ السلام التابعة للأمم المتحدة أو لتقديم مساعدة عسكرية للدول التي تطلبها رسميًا.

### التقسيمات الإدارية
الولايات المتحدة المكسيكية هي اتحاد يضم إحدى وثلاثين ولاية حرة وذات سيادة والتي تشكل اتحادًا يمارس ولايته على المنطقة الاتحادية وغيرها من الأقاليم. لكل ولاية دستورها الخاص وكونغرس، فضلًا عن السلطة القضائية، وينتخب مواطنوها من خلال التصويت المباشر حاكمًا لمدة ست سنوات، فضلًا عن ممثلين لهم في البرلمان الذي يتكون من مجلس واحد، لمدة ثلاث سنوات.
المقاطعة الفدرالية Distrito Federal هي تقسيم سياسي خاص ينتمي إلى الاتحاد ككل وليس لولاية معينة وعلى هذا النحو الحكم المحلي فيها أقل من الولايات. تقسم الولايات أيضًا إلى بلديات، وهي أصغر كيان إداري سياسي في البلد، ويحكمها عمدة أو «رئيس بلدية» والذي ينتخبه سكانها بالأغلبية.
| التقسيمات الإدارية في المكسيك | التقسيمات الإدارية في المكسيك | التقسيمات الإدارية في المكسيك | التقسيمات الإدارية في المكسيك | التقسيمات الإدارية في المكسيك | التقسيمات الإدارية في المكسيك | التقسيمات الإدارية في المكسيك | التقسيمات الإدارية في المكسيك |
| ولاية                         | العاصمة                       | ولاية                         | العاصمة                       | ولاية                         | العاصمة                       | ولاية                         | العاصمة                       |
| ----------------------------- | ----------------------------- | ----------------------------- | ----------------------------- | ----------------------------- | ----------------------------- | ----------------------------- | ----------------------------- |
| ولاية اغواسكالينتس            | مدينة أغواسكاليينتس           | المقاطعة الاتحادية            | مكسيكو سيتي                   | ولاية موريلوس                 | كويرنافاكا                    | ولاية سينالوا                 | كولياكن                       |
| ولاية باخا كاليفورنيا         | مكسيكالي                      | ولاية دورانجو                 | دورانجو                       | ولاية ناياريت                 | تيبيك                         | ولاية سونورا                  | هيرموسيّو                      |
| ولاية باخا كاليفورنيا سور     | لاباز                         | ولاية غواناخواتو              | غواناخواتو                    | ولاية نويفو ليون              | مونتيري                       | تاباسكو                       | فيّا ايرموسا                   |
| ولاية كامبيتشي                | كامبيتشي                      | ولاية غيريرو                  | تشيلبانسينغو                  | ولاية واهاكا                  | أوخاكا                        | ولاية تاماوليباس              | مدينة فيكتوريا                |
| تشياباس                       | توكستلا غوتييريز              | ولاية إيدالجو                 | باتشوكا                       | ولاية بويبلا                  | بويبلا                        | ولاية تلاسكالا                | تلاسكالا                      |
| ولاية شيواوا                  | تشيواوا                       | ولاية خاليسكو                 | غوادالاخارا                   | ولاية كيريتارو                | كيريتارو                      | ولاية فيراكروز                | خالابا                        |
| ولاية كواويلا                 | سالتيو                        | ولاية مكسيكو                  | تولوكا                        | ولاية كينتانا رو              | شيتومال                       | ولاية يوكاتان                 | ميريدا                        |
| ولاية كوليما                  | كوليما                        | ولاية ميتشواكان               | موريليا                       | ولاية سان لويس بوتوسي         | سان لويس بوتوسي               | ولاية زاكاتيكاس               | زاكاتيكاس                     |

## الجغرافيا

خريطة طبوغرافية للمكسيك

تقع المكسيك بين خطي عرض 14 درجة و 33 درجة شمالًا، وخطي طول 86 درجة و 119 درجة غربًا في الجزء الجنوبي من أمريكا الشمالية. يقع معظم أراضي المكسيك على صفيحة أمريكا الشمالية، مع أجزاء صغيرة من شبه جزيرة ولاية باخا كاليفورنيا على صفيحتي المحيط الهادئ وكوكوس. من الناحية الجيوفيزيائية، يشمل بعض الجغرافيين المنطقة شرق برزخ تيوانتبيك (حوالي 12% من المجموع) ضمن أمريكا الوسطى. أما من الناحية الجيوسياسية فتعدّ المكسيك كلياً ضمن أمريكا الشمالية إلى جانب كندا والولايات المتحدة.
تبلغ مساحة المكسيك 1,972,550 كم2، مما يجعلها الدولة الرابعة عشر بين دول العالم من حيث المساحة الكلية، كما تضم ما يقرب من 6,000 كم2 من الجزر في المحيط الهادئ (بما في ذلك جزيرة غوادالوبي النائية وجزر ريفياغيغيدو وخليج المكسيك ومنطقة البحر الكاريبي وخليج كاليفورنيا. تمتد المكسيك على طول 3,219 كم بين أقصى نقطتين شمالًا وجنوبًا.
تشترك المكسيك في شمالها بحدود طولها 3,141 كم مع الولايات المتحدة. تحدد تعرجات نهر برافو ديل نورته (المعروف باسم النهر الكبير في الولايات المتحدة) الحدود من سيوداد خواريز إلى الشرق إلى خليج المكسيك. تحدد سلسلة من العلامات الطبيعية والاصطناعية الحدود الأمريكية المكسيكية إلى الغرب من سيوداد خواريز إلى المحيط الهادئ. أما من الجنوب، فتمتلك المكسيك 871 كم من الحدود مع غواتيمالا و 251 كم من الحدود مع بليز.
يشق المكسيك من الشمال إلى الجنوب سلسلتان جبليتان تعرفان باسم سييرا مادري الشرقية وسييرا مادري الغربية وهما امتداد لجبال روكي من شمال أمريكا الشمالية. أما في مركز الاتجاه الشرقي الغربي فيعبر البلاد الحزام البركاني عبر المكسيكي المعروف أيضًا باسم سييرا نيفادا. بينما تمتد سلسلة جبال رابعة هي سييرا مادري الجنوبية من ميتشواكان إلى واهاكا.
تقع الغالبية العظمى من الأراضي المكسيكية الوسطى والشمالية على ارتفاعات عالية، وتوجد أعلى المرتفعات في الحزام البركاني عبر المكسيكي: بيكو دي أوريزابا (5700 م) وبوبوكاتبتبيل (5426 م) وإزتاسيواتل (5286 م) ونيفادو دي تولوكا (4577 م). توجد ثلاثة تجمعات حضرية كبرى في الوديان بين هذه المرتفعات الأربعة: تولوكا ومكسيكو سيتي الكبرى وبويبلا.

### المناخ

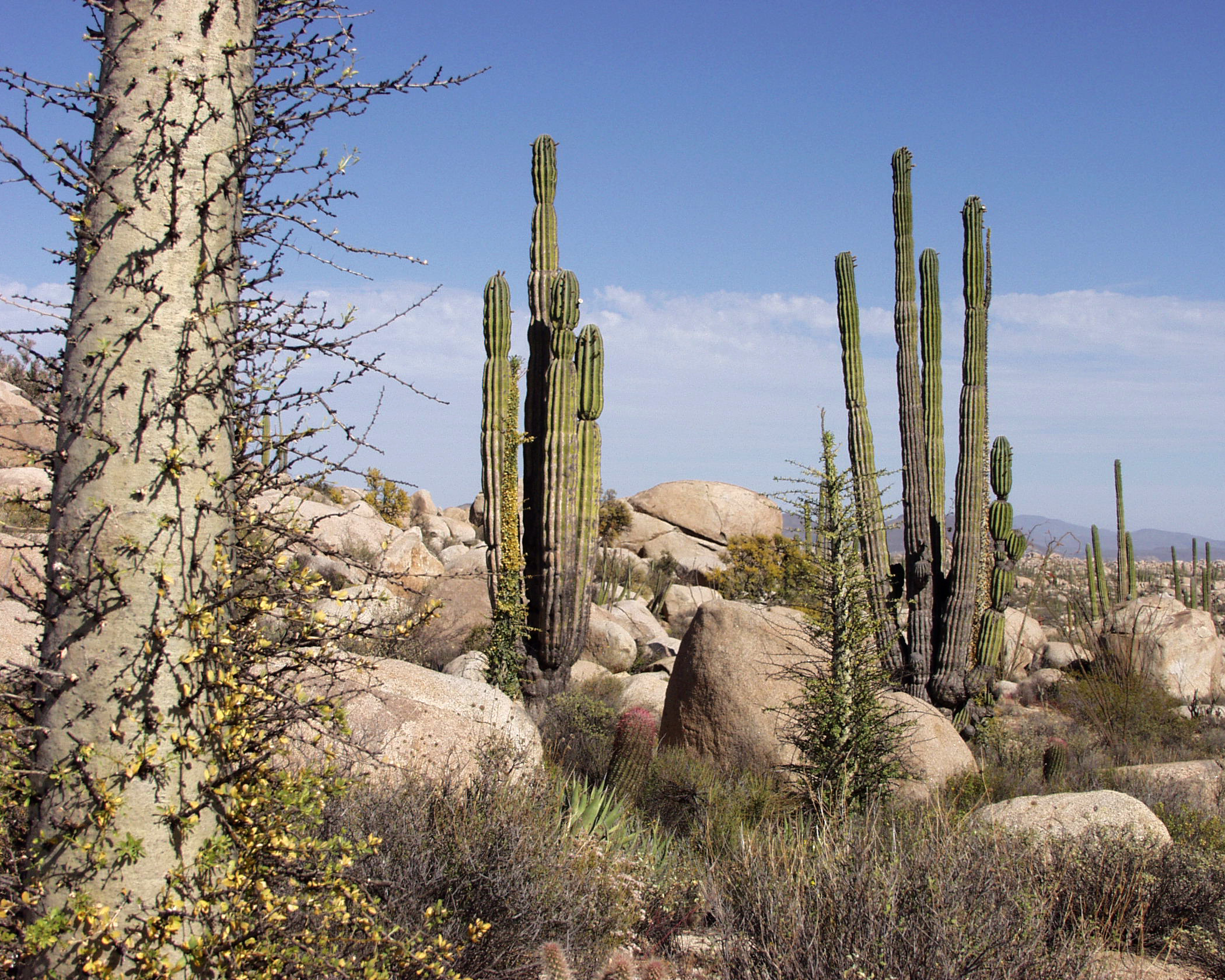
صحراء باخا كاليفورنيا

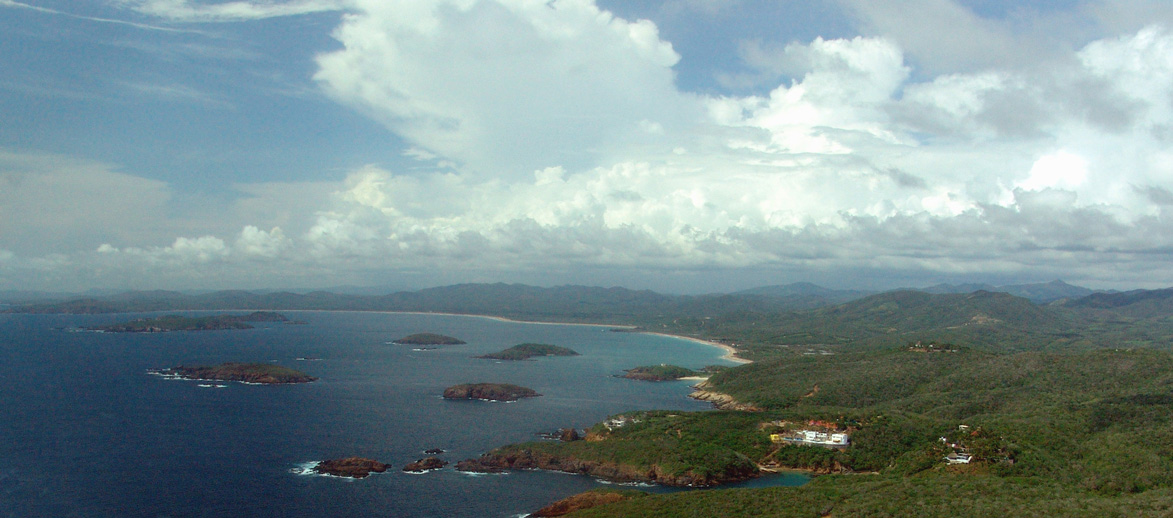
خليج آيلا.

يقسم مدار السرطان البلاد إلى مناطق معتدلة واستوائية. تعيش الأراضي شمال خط العرض 24 درجات حرارة باردة خلال أشهر الشتاء. بينما الأراضي جنوب خط العرض 24 تختبر درجات حرارة ثابتة نسبيًا على مدار السنة وتختلف فقط حسب الارتفاع عن سطح البحر. يجعل ذلك من المكسيك واحدة من أكثر نظم الطقس تنوعًا في العالم.
تمتلك المناطق الواقعة جنوب خط العرض 24 ذات الارتفاعات التي تصل إلى 1000 متر (الأجزاء الجنوبية لكل من السهول الساحلية وشبه جزيرة يوكاتان) متوسط درجة حرارة سنوية عند 24-28 درجة مئوية. تبقى درجات الحرارة هنا مرتفعة على مدار السنة، حيث الفارق بين وسطي الصيف والشتاء هو 5 درجات مئوية فقط. يعاني كل من ساحلي المكسيك الشرقي والغربي باستثناء الساحل الجنوبي لخليج كامبيتشي وشمال باخا من الأعاصير الخطيرة خلال فصلي الصيف والخريف. على الرغم من أن المناطق المنخفضة شمال خط 24 حارة ورطبة في الصيف، إلا أنها تمتلك عموماً متوسط درجات حرارة سنوية أقل (من 20 إلى 24 درجة مئوية) بسبب الظروف الأكثر اعتدالًا خلال فصل الشتاء.
تقع العديد من كبريات المدن المكسيكية في وادي المكسيك أو في الوديان المتاخمة علو 2000 متر عمومًا. يعطيها هذا الوضع مناخًا معتدلًا على مدار العام مع متوسط درجات حرارة سنوية (بين 16 إلى 18 درجة مئوية) ودرجات حرارة باردة ليلًا طوال السنة.
تمتلك أجزاء كثيرة من المكسيك ولا سيما في الشمال مناخاً جافاً مع هطول أمطار متقطعة بينما أجزاء من الأراضي المنخفضة الاستوائية في الجنوب تمتلك معدول هطول أمطار سنوي بأكثر من 2000 ملم. على سبيل المثال، العديد من المدن في الشمال مثل مونتيري وإيرموسيو ومكسيكالي ذات درجات حرارة عند 40 درجة مئوية أو أكثر في فصل الصيف. في صحراء سونورا تصل درجة الحرارة إلى 50 درجة مئوية أو أكثر.

### التنوع الحيوي

اليغور من الحيوانات المكسيكية الأصلية.

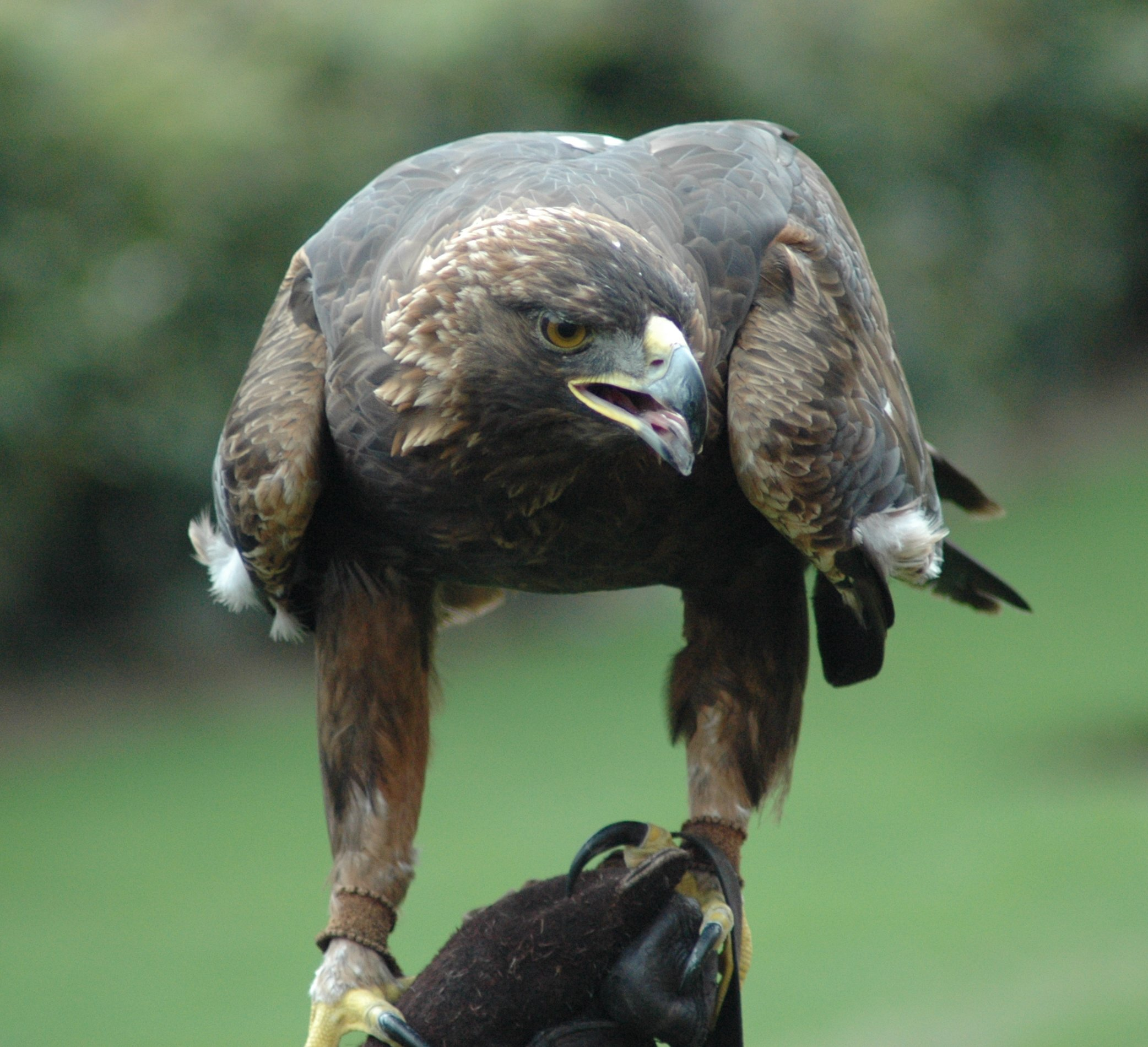
العقاب الذهبية الرمز الوطني للمكسيك.

المكسيك هي واحدة من البلدان الثمانية عشر شديدة التنوع الحيوي في العالم. يعيش في البلاد أكثر من 200,000 نوع مختلف من الكائنات مما يجعل المكسيك موطنًا لنحو 10-12% من التنوع الحيوي في العالم. تحتل المكسيك المرتبة الأولى في مجال التنوع الحيوي في الزواحف حيث تحتوي على 707 نوع معروف، كما أنها في المرتبة الثانية في الثدييات عند 438 نوعًا، والرابعة في البرمائيات عند 290 نوعًا، والرابعة في النباتات عند 26,000 من الأنواع المختلفة. تعدّ المكسيك أيضًا ثاني دولة في العالم في النظام البيئي والرابعة في مجموع الأنواع الكلي. هناك حوالي 2,500 من الأنواع المحمية بموجب التشريعات المكسيكية.
امتلكت المكسيك في عام 2002 ثاني أسرع معدل من إزالة الغابات في العالم وذلك بعد البرازيل. اتخذت الحكومة مبادرة أخرى في أواخر التسعينيات لتوسيع الوعي والاهتمام والاستخدام الشعبي للتنوع الحيوي في البلاد الموقرة من خلال اللجنة الوطنية للمعرفة واستخدام التنوع الحيوي.
يوجد في المكسيك 170,000 كم² من «المحميات الطبيعية». تشمل هذه المحميات 34 محيطًا حيويًا محفوظًا (نظم إيكولوجية لم تتغير) و 64 متنزهًا وطنيًا و 4 معالم طبيعية (محمية إلى الأبد لقيمتها الجمالية أو العلمية أو التاريخية) و 26 مناطق محمية التنوع النباتي والحيواني و 4 مناطق لحماية الموارد الطبيعية (حفظ التربة والأحواض المائية والغابات) و 17 ملاذ (مناطق غنية بالأنواع المختلفة).
جلب اكتشاف الأمريكتين إلى بقية دول العالم العديد من المحاصيل الغذائية المستخدمة على نطاق واسع والنباتات الصالحة للأكل. بعض مكونات الطهي المكسيكية الأصلية تشمل: الشوكولاتة والأفوكادو والطماطم والذرة والفانيليا والجوافة والكمثرى الخضروية والشاي المكسيكي والبطاطا الحلوة وحبة البطاطا والصبار والكوسا والزعرور المكسيكي والذرة والعديد من أصناف الفول ومجموعة متنوعة وأكبر من الفلفل الحار، مثل الفلفل الهافاني. معظم هذه الأسماء أتت من لغات السكان الأصليين كالناواتل.

## الاقتصاد
تمتلك المكسيك الناتج المحلي الإجمالي الاسمي الثالث عشر عالميًا والحادي عشر من حيث تعادل القدرة الشرائية. كان معدل نمو الناتج المحلي الإجمالي للمتوسط السنوي للفترة 1995 و 2002 عند 5.1%. كما انخفضت الديون الخارجية إلى أقل من 20% من الناتج المحلي الإجمالي. بين عامي 2000 و 2004، تراجع عدد السكان تحت خط الفقر من 24.2% إلى 17.6% من إجمالي عدد السكان ومن 42% إلى 27.9% في المناطق الريفية. منذ أواخر التسعينيات، وغالبية السكان جزء من الطبقة الوسطى المتنامية. من المتوقع أن يتضاعف الاقتصاد المكسيكي ثلاثة أضعاف تقريبًا بحلول عام 2020. وفقًا لغولدمان ساكس، ستكون المكسيك بحلول عام 2050 من بين أكبر 5 اقتصادات في العالم.
وفقًا لتقرير للأمم المتحدة عام 2008 كان متوسط الدخل في منطقة حضرية نموذجية من المكسيك 26,654$، وهو معدل أعلى من دول متقدمة مثل كوريا الجنوبية أو تايوان، في حين أن متوسط الدخل في المناطق الريفية على بعد أميال فقط لم يتعد 8,403$ وهو معدل مماثل للدول النامية مثل روسيا أو تركيا. يتم تعيين الحد الأدنى للأجور اليومية سنويًا بموجب القانون ووفقًا للمنطقة؛ 57.46 بيزو (5.75$) في المنطقة (أ) (باخا كاليفورنيا والمقاطعة الفيدرالية وولاية مكسيكو والمدن الكبيرة) و 55.84 بيزو (5.59$) في المنطقة (ب) (سونورا ونويفو ليون وتاماوليباس وفيراكروز وخاليسكو) و 54.47 بيزو (5.45$) في المنطقة (ج) (جميع الولايات الأخرى).
في عام 2006، بلغت التجارة مع الولايات المتحدة وكندا ما يقرب من 50% من صادرات المكسيك و 45% من وارداتها. خلال الأرباع الثلاثة الأولى من عام 2010، كانت الولايات المتحدة ذات عجز في الميزان التجاري 46.0 مليار دولار لصالح المكسيك. في أغسطس 2010 تجاوزت المكسيك فرنسا لتصبح صاحبة تاسع أكبر دائن للولايات المتحدة. يشكل الاعتماد التجاري والمالي على الولايات المتحدة مدعاة للقلق. تشكل التحويلات من المواطنين المكسيكيين الذين يعملون في الولايات المتحدة 0.2% من الناتج المحلي الإجمالي المكسيكي  وهو ما يعادل 20 مليار دولار أمريكي سنويًا في عام 2004 ويعدّ عاشر أكبر مصدر للدخل الأجنبي بعد الصادرات والزيوت الصناعية والسلع المصنعة والإلكترونيات والصناعات الثقيلة والسيارات والبناء والأغذية والبنوك والخدمات المالية. وفقًا لبنك المكسيك المركزي، بلغت قيمة التحويلات المالية في عام 2008 نحو 25 مليار دولار.
تعد المكسيك أكبر دول أمريكا الشمالية في مجال تصنيع السيارات، متجاوزة كندا والولايات المتحدة مؤخرًا. تنتج الصناعة مكونات معقدة من الناحية التكنولوجية وتشارك في بعض أنشطة البحوث والتنمية. يعمل «الثلاثة الكبار» (جنرال موتورز وفورد وكرايسلر) في المكسيك منذ الثلاثينيات في حين أنشأت فولكس فاجن ونيسان مصانعها في الستينات. في بويبلا Puebla وحدها، يوجد 70 مركزًا صناعيًا لقطع فولكس فاجن. أما الصناعة المحلية الصغيرة نسبيًا في مجال السيارات تتمثل في شركة دينا التي تصنع الحافلات والشاحنات لما يقرب من نصف قرن،  وشركة ماستريتا الجديدة التي تصنع سيارات رياضية عالية الأداء.
تصنّع الشركات الأجنبية مثل إم.دي هليكوبترز مروحيات، وبومباردييه طائرات تجارية في المكسيك.
هناك نسبة من الأجهزة المنزلية ذات العلامات التجارية الأميركية ذات أصل مكسيكي ولكنها تباع تحت أسماء تجارية محلية. اعتبارًا من عام 2008، كان واحد من بين كل أربعة أجهزة استهلاكية تباع في الولايات المتحدة من أصل مكسيكي.
في عام 2010، كان في المكسيك 86 شركة على قائمة فوربس جلوبال 2000. المكسيك هي البلد الأول والوحيد في أميركا اللاتينية المدرج في المؤشر العالمي للسندات الحكومية (وغبي) والذي يعد قائمة بأهم الاقتصاديات العالمية التي تعمم سندات الدين الحكومي.
اللاعبون الرئيسيون في صناعة البث هم تيليفيزا Televisa وهي أكبر شركة إعلامية إسبانية في العالم الناطقة باللغة الإسبانية  وتي في أزتيكا TV Azteca.

### السياحة

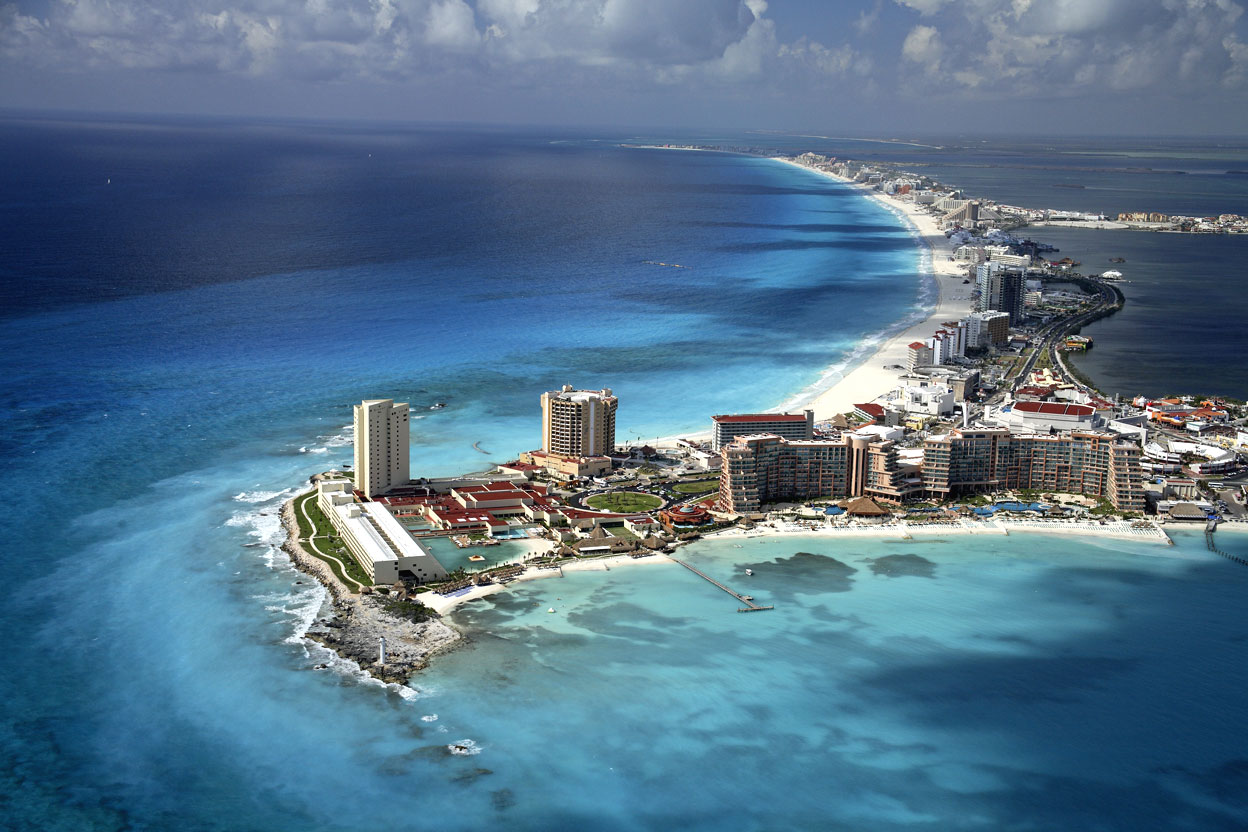
كانكون في ولاية كينتانا رو.

تعد المكسيك المنفق الثالث والعشرين عالميًا على السياحة في العالم وهي أعلى نسبة في أمريكا اللاتينية. تأتي الغالبية العظمى من السياح إلى المكسيك من الولايات المتحدة وكندا كما يأتي زوار آخرون من أوروبا وآسيا. هناك عدد صغير من السياح أيضًا يأتي من بلدان أمريكا اللاتينية الأخرى. في مؤشر التنافسية للسياحة والسفر عام 2008، كانت المكسيك الخامسة بين دول أمريكا اللاتينية والتاسعة في الأمريكتين.
مكسيكو سيتي هي الأكثر شعبية لدى السياح كمدينة من أمريكا الوسطى القديمة وموقع للعديد من المعالم السياحية الشهيرة مثل هرم الشمس وهرم القمر. المدينة أيضًا موطن لبلازا مكسيكو والقصر الوطني المكسيكي، والذي بني في موقع قصر مونتيزوما وكاتدرائية العاصمة الضخمة وهي الأكبر في نصف الكرة الغربي والتي بنيت فوق معبد تيوكالي الأكبر منها.
أما مدينة غوادالاخارا Guadalajara في ولاية خاليسكو Jalisco والتي هي ثاني أكبر مدينة من حيث عدد السكان في البلاد، فهي موطن لبعض التقاليد المكسيكية المعروفة مثل التيكيلا وموسيقى المرياشي والشاروس Charros أو رعاة البقر المكسيكيين. إن التماثل مع مدن دول أوروبا الغربية مختلطًا بالعمارة والبنية التحتية الحديثتين يجعل من غوادالاخارا جذابة جدًا للسياح. بالإضافة إلى مكسيكو سيتي ووجهات الشواطئ (كانكون وأكابولكو، إلخ) تعد غوادالاخارا واحدة من المدن الأكثر زيارة في المكسيك. السياحة الثقافية هي نقطة الجذب الرئيسية في المدينة التي يوجد فيها عدد كبير من المتاحف والمعارض الفنية والمسارح.
أما مدينة مونتيري Monterrey والتي تأسست في أواخر القرن السادس عشر، ففيها منطقة وسط المدينة القديمة تحيط بها الأحياء الجديدة. متحف التاريخ المكسيكي ومتحف الفن المعاصر في مونتيري ومتحف المتروبوليتان في مونتيري ومتحف قصر الدولة، هي بعض من أفضل المتاحف المعروفة في المدينة وكذلك على الصعيد الوطني. أما سانتا لوسيا ريفرووك فهو موقع سياحي شهير يربط حديقة فونديدورا بالماكروبلازا إحدى أكبر الساحات في العالم.

### الطاقة
يدير إنتاج الطاقة في المكسيك الشركات المملوكة للدولة وهي اللجنة الاتحادية للكهرباء CFE وبيميكس Pemex.
بيميكس هي شركة عامة مسؤولة عن التنقيب واستخراج ونقل وتسويق النفط الخام والغاز الطبيعي فضلًا عن تكرير وتوزيع المنتجات البترولية والبتروكيماويات. هي واحدة من أكبر الشركات في العالم من حيث الإيرادات، مع 86$ مليار دولار أمريكي مبيعات في السنة. تعد المكسيك سادس أكبر منتج للنفط في العالم مع 3.7 مليون برميل يوميًا. في عام 1980 شكلت الصادرات النفطية 61.6% من إجمالي الصادرات، إلا أنها أصبحت 7.3% فقط في عام 2000.
أكبر محطة للطاقة المائية في المكسيك هي سد مانويل مورينو توريس بنحو 2,400 ميغاواط في شيكواسن في تشياباس على نهر جريخالفا Grijalva. تعد هذه المحطة رابع أكثر المحطات الكهرمائية إنتاجًا في العالم.
تقدر إمكانيات البلاد الشمسية بإجمالي 5 كيلوواط/م2 يوميًا، وهو ما يعادل 50 مرة توليد الطاقة الكهربائية الوطنية. في الوقت الراهن، هناك أكثر من مليون متر مربع من الألواح الشمسية الحرارية المثبتة في المكسيك،  بينما في عام 2005 كانت هناك 115,000 متر مربع من الطاقة الشمسية الكهروضوئية. يفترض أن يكون قد وصل في عام 2012 قرابة 1.8 مليون متر مربع من الألواح الشمسية الحرارية المثبتة. اعتبارًا من عام 2010، تولد المكسيك حوالي 23% من طاقتها من موارد متجددة.

### النقل
امتدت شبكة الطرق المعبدة لنحو 116,802 كيلومترًا في عام 2005 منها 10,474 كم من الطرق السريعة متعددة الحارات  ومعظمها مدفوعة. مع ذلك، فإنها لا تزال غير قادرة على تلبية الاحتياجات الوطنية على نحو كاف. تخدم شبكة واسعة من الحافلات الركاب المحليين.
كانت المكسيك واحدة من أولى الدول في أمريكا اللاتينية في تطوير سكك الحديد،  فشبكتها تغطي 30,952 كم. تعمل وزارة الاتصالات والنقل على بناء سكك حديدية عالية السرعة بين مكسيكو سيتي وغوادالاخارا. يسمح القطار الذي يسافر بسرعة 300 كم في الساعة  للركاب بالسفر بين المدينتين في غضون ساعتين. يتوقع أن يكلف المشروع 240 مليار بيزو أو نحو 25 مليار دولار  وتتحمل تكاليفه الحكومة المكسيكية والقطاع الخاص المحلي بما في ذلك أغنى رجل في العالم، الملياردير المكسيكي كارلوس سليم. كما تعمل حكومة ولاية يوكاتان على تمويل بناء خط عالي السرعة يربط مدينتي كوزوميل بميريدا وتشيتشن إيتزا وكانكون.
في عام 1999، كان في المكسيك 1806 مطارًا فيها 233 مدرجًا معبدًا ومنها 35 تنقل 97% من حركة الركاب. مطار مكسيكو سيتي الدولي هو الأكبر في أميركا اللاتينية و 44 في العالم  وينقل 21 مليون مسافر في السنة.

### الاتصالات

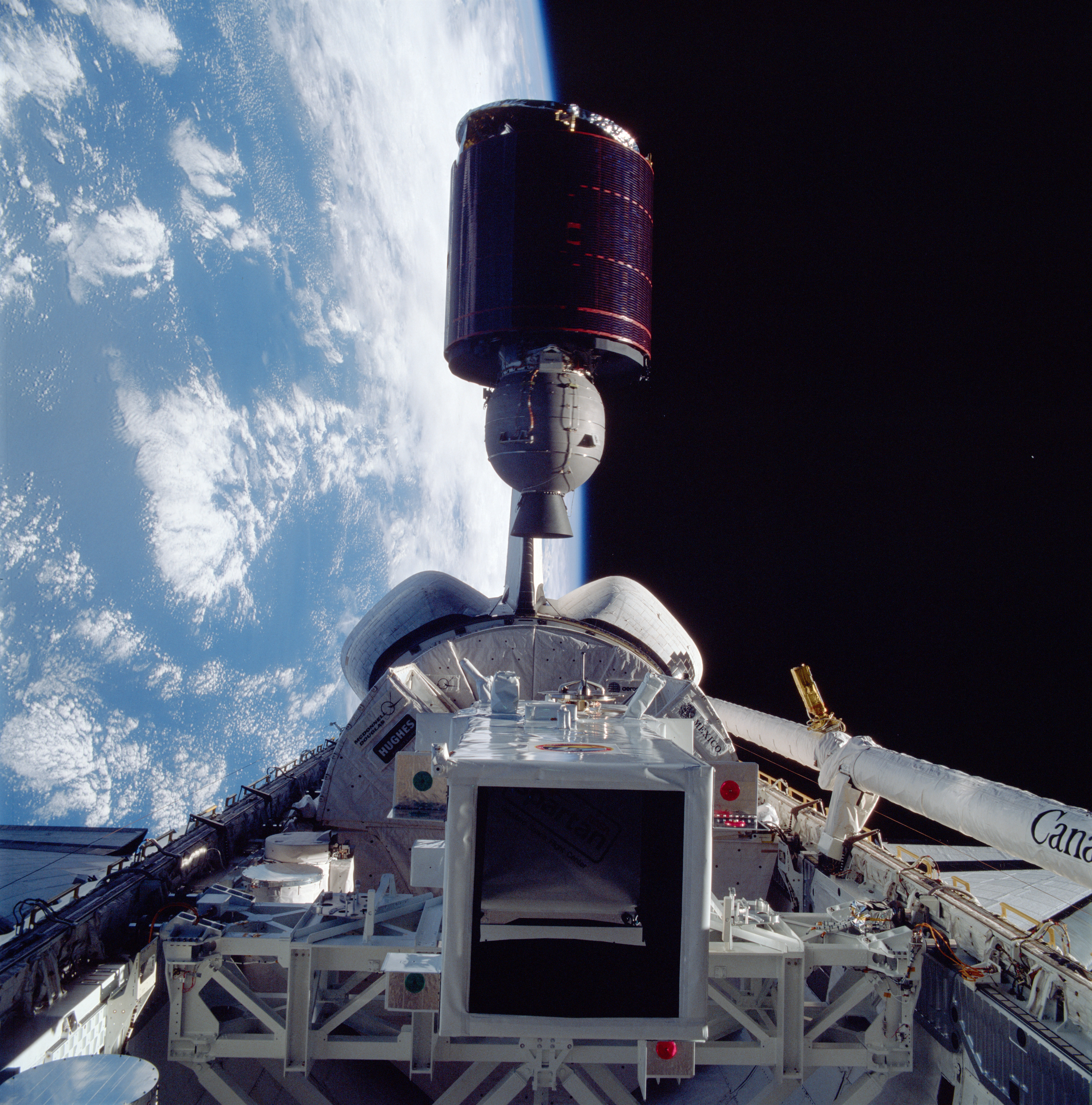
قمر صناعي لساتمكس يطلق من عربته

تهيمن شركة تيلمكس Telmex على صناعة الاتصالات السلكية واللاسلكية والتي جرت خصخصتها في عام 1990. وسعت الشركة عملياتها في عام 2006 إلى كل من كولومبيا وبيرو وتشيلي والأرجنتين والبرازيل وأوروغواي والولايات المتحدة. من الشركات الأخرى في الصناعة المحلية ماكسكوم وأكستيل. بسبب التضاريس الجبلية المكسيكية فإن توفير خدمات الهاتف الأرضي في المناطق الجبلية النائية أمر مكلف، كما أن توصيل خطوط الهواتف منخفض بالمقارنة مع بقية الدول الأمريكية اللاتينية حسب الفرد فهو أقل بنحو 40%. لكن 82% من المكسيكيين الذين تزيد أعمارهم على 14 يملكون هاتفًا محمولًا. يتميز الهاتف النقال بسهولة الوصول إلى جميع المناطق بتكلفة أقل ويبلغ التعداد الإجمالي للخطوط المحمولة تقريبًا ضعفي الخطوط الأرضية بنحو 63 مليون خط. تنظم الحكومة صناعة الاتصالات السلكية واللاسلكية من خلال كوفيتيل Cofetel (اللجنة الاتحادية للاتصالات السلكية واللاسلكية).
نظام الأقمار الصناعية المكسيكي محلي ويدير 120 محطة أرضية. هناك أيضًا شبكة واسعة من الإذاعات قصيرة الموجات واستخدام كبير لكابلات الألياف البصرية والمحورية. يتم تشغيلها بواسطة ساتميكس أو الأقمار الصناعية المكسيكية وهي شركة خاصة رائدة في أمريكا اللاتينية وتخدم كل من أمريكا الشمالية والجنوبية. تقدم البث والاتصالات الهاتفية وخدمات الاتصالات في 37 بلدًا في الأمريكتين من كندا إلى الأرجنتين. من خلال الشراكات التجارية توفر ساتميكس اتصالًا عالي السرعة لمزودي خدمات الإنترنت وخدمات البث الرقمي. تحافظ ساتميكس على أسطولها من الأقمار الصناعية الخاصة حيث معظمه مكسيكي التصميم والصنع.
برزت المكسيك مؤخرًا كمنتج رئيسي لتكنولوجيا الاتصالات. صنعت المكسيك في عام 2008 أكثر من 130 مليون من الهواتف النقالة مما يجعلها ثالث أكبر منتج للهواتف المحمولة كما تفوقت في عام 2008 على الصين وكوريا الجنوبية وتايوان لتصبح أكبر منتج للهواتف الذكية في العالم.
استخدام الإذاعة والتلفزيون والإنترنت في المكسيك هو السائد. هناك ما يقرب من 1410 محطة بث إذاعي و236 محطة تلفزيونية. أكبر اللاعبين الرئيسيين في صناعة البث هي تيليفزا Televisa وهي أكبر شركة إعلامية إسبانية ناطقة باللغة الإسبانية في العالم وتي في أزتيكا TV Azteca.

### العلوم والتكنولوجيا

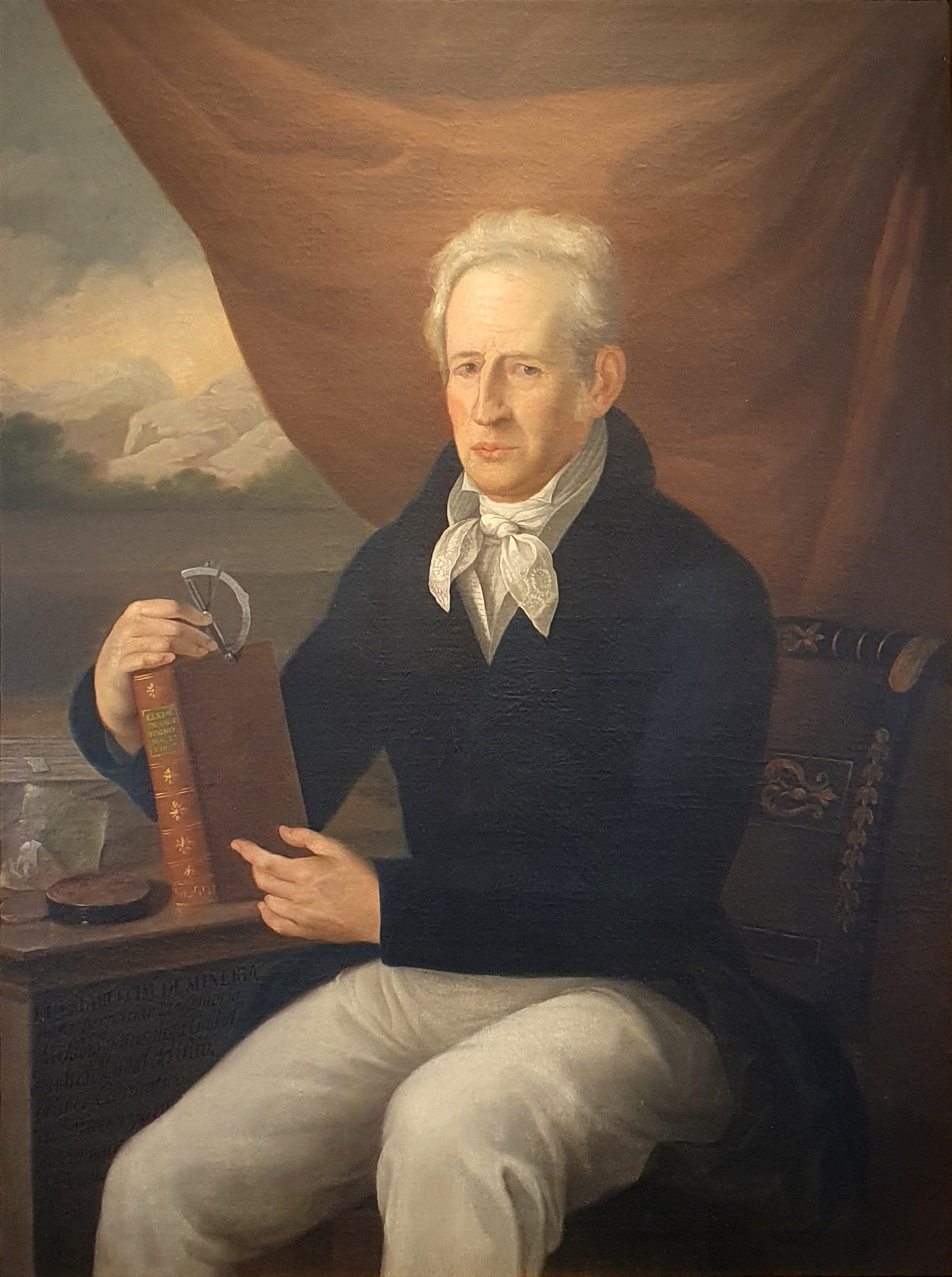
أندريس مانويل ديل ريو مكتشف عنصر الفاناديوم.

تأسست الجامعة الوطنية المستقلة في المكسيك UNAM رسميًا في عام 1910،  وأصبحت واحدة من أهم مؤسسات التعليم العالي في المكسيك. تخرج الجامعة تعليمًا مرموقًا في مجالات العلوم والطب والهندسة. العديد من المعاهد العلمية ومعاهد التعليم العالي الجديدة، مثل معهد البوليتكنيك الوطني IPN (الذي تأسس عام 1936)،  تأسست خلال النصف الأول من القرن العشرين. أنشئت معظم المعاهد البحثية الجديدة ضمن الجامعة المستقلة كما دمج اثنا عشر معهدًا فيها بين عامي 1929-1973. في عام 1959، تم إنشاء الأكاديمية المكسيكية للعلوم لتنسيق الجهود العلمية بين الأكاديميين.
في عام 1985 أصبح نيري رودولفو فيلا أول مواطن مكسيكي يدخل الفضاء كجزء من مهمة STS - 61 - B التابعة لناسا. وفي عام 1995 تقاسم الكيميائي المكسيكي ماريو مولينا جائزة نوبل في الكيمياء مع بول كروتزن وشيروود رولاند لعملهم في كيمياء الغلاف الجوي، ولا سيما فيما يتعلق بتشكيل وتحلل طبقة الأوزون. أصبح مولينا وهو خريج من الجامعة الوطنية المستقلة أول مواطن مكسيكي يحصل على جائزة نوبل في العلوم.

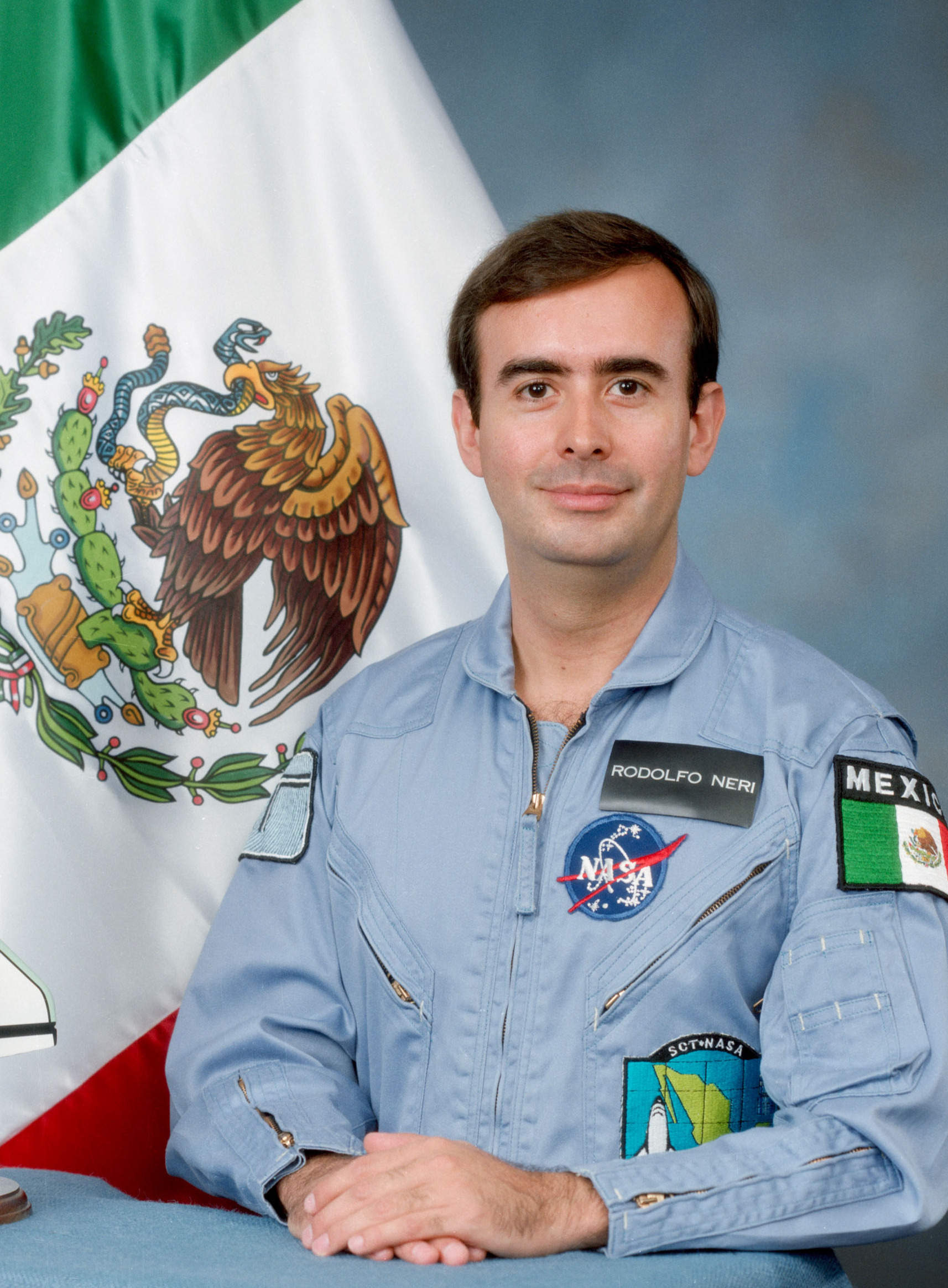
رودولفو نيري فيلا، أول مكسيكي يصعد للفضاء.

في السنوات الأخيرة، بدأ تطوير أكبر مشروع علمي في المكسيك هو بناء تلسكوب ملليمتري كبير وهو أكبرها في العالم وأكثر التلسكوبات وحيدة النطاق حساسية في نطاق تردداتها. صمم لمراقبة مناطق الفضاء التي يحجبها الغبار النجمي.
هناك نسبة كبيرة من الأجهزة ذات العلامات التجارية الأميركية والتي هي في الواقع من تصميم وأصل مكسيكي ولكنها تباع تحت أسماء تجارية محلية. في الواقع اعتبارًا من عام 2008 هناك واحد من بين كل أربعة أجهزة استهلاكية تباع في الولايات المتحدة من أصل مكسيكي. وفقًا للبنك الدولي، شكل إنتاج التكنولوجيا العالية 22% من الناتج المحلي الإجمالي للمكسيك في عام 2000 كما ينمو قطاع التكنولوجيا العالية بنحو 63% سنويًا. منذ التسعينات والمكسيك تنتج السيارات المتطورة للشركات الأجنبية (أساساً بي ام دبليو ومرسيدس بنز) وللشركات المحلية مثل ماستريتا.

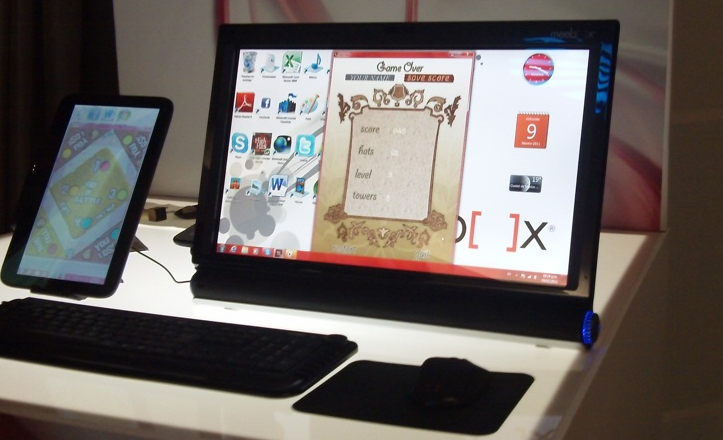
حاسوب محمول وشاشة عالية الأداء تعمل باللمس في جهاز كمبيوتري واحد من إنتاج شركة ميبوكس المكسيكية للإلكترونيات.

وفقًا لدراسة أجرتها مؤسسة كارنيغي فإن المكسيك من بين البلدان النامية الجاهزة جيدًا لزيادة سرعة اعتماد التقنيات الأجنبية، إلى حد كبير بسبب المستويات العالية نسبياً من التحصيل العلمي والبنية التحتية الداعمة.
استناداً إلى المعلومات التي تديرها سكوبوس والتي هي قاعدة بيانات ببليوغرافية للعلوم، فإن البوابة الإسبانية الإلكترونية على شبكة الإنترنت سيماغو تصنف المكسيك في المركز 18 من حيث التصنيف العلمي مع 82,792 من المنشورات العلمية، وفي المركز 34 في حال المقارنة مع مركزها 134 في مشعر اتش. كل من المنصبين كانا في الشهر الثاني من عام 1996.
نمت صناعة الإلكترونيات في المكسيك كثيرًا خلال العقد الماضي. في عام 2007 تفوقت المكسيك على كوريا الجنوبية ثاني أكبر مصنّع لأجهزة التلفزيون، وفي عام 2008 تفوقت على الصين وكوريا الجنوبية وتايوان لتصبح أكبر منتج للهواتف الذكية في العالم. هناك ما يقرب من نصف مليون (451,000) طالب وطالبة مسجلين في برامج هندسة الإلكترونيات  مع 90,000 طالب إضافي يتخرج من هندسة الإلكترونيات والبرامج الفنية كل عام كما تمتلك المكسيك أكثر من نصف مليون (580,000) من الأخصائيين العاملين وحاملي شهادة في تكنولوجيا المعلومات في عام 2007. في عام 2005، وفقًا للبنك الدولي، تمثل صناعة التكنولوجيا العالية 19.6% من اقتصاد المكسيك. المكسيك هي أيضًا موطن لعدد كبير من مصنعي الإلكترونيات ذات التصميم الأصلي ومصنعي المعدات الأصلية والشركات التي تصنع وتصمم المنتجات نيابة عن شركة أخرى، على سبيل المثال لانيكس، أكبر شركات المكسيك الإلكترونية تصنع البلاي ستيشن 3 لشركة سوني.
حلّت المكسيك في المرتبة 58 في مؤشر الابتكار العالمي عام 2023، وتقدمت للمركز 56 في مؤشر عام 2024.

## الديموغرافيا
يظهر تعداد السكان في عام 2010  أن عدد سكان المكسيك 112,336,538 نسمة، مما يجعلها الأكثر اكتظاظًا بالسكان بين الدول الناطقة بالإسبانية في العالم.
المكسيك متنوعة عرقيًا كما أن السكان الأصليون والمهاجرون الأوروبيون كلهم متحدون تحت هوية وطنية موحدة. يتكون الجزء الأساسي من الهوية الوطنية المكسيكية على أساس توليفة من الثقافة الأوروبية مع ثقافات الشعوب الأصلية في عملية تعرف باسم «مستيزاخي» Mestizaje، للدلالة على الأصول البيولوجية المختلطة للغالبية من المكسيكيين. كان للمصلحين السياسيين المكسيكيين مثل خوسيه فاسكونسيلوس ومانويل غاميو دور فعال في بناء الهوية الوطنية المكسيكية على مفهوم المستيزاخي. غالبًا ما يستخدم المصطلح مستيزو Mestizo في الأدب حول الهويات الاجتماعية المكسيكية التي تحمل العديد من المعاني الاجتماعية والثقافية والاقتصادية والعرقية والبيولوجية، ولهذا السبب فقد اعتبرت غير دقيقة في وصف التصنيف العرقي، ولذلك لا تستخدم في التعدادات السكانية المكسيكية. في عام 2004، أسست الحكومة المكسيكية المعهد الوطني للطب الوراثي والذي أطلق مشروع التنوع الجيني المكسيكي. في مايو 2009، أصدر المعهد تقريرًا عن دراسة جينية رئيسية تضم 300 من السكان المختلطين في المكسيك. تفيد النتائج بأن أكثر من 80% من السكان هم من المستيزو وأن النسب من أصول أوروبية ومن السكان الأصليين متساوية تقريبًا. بينما قدمت دراسة من قبل الجمعية الأمريكية لعلم الوراثة البشرية (على أساس الجينات)، في المتوسط، أن المستيزو المكسيكيون (وراثيًا) هم 58.96% أوروبيون و35.05% «آسيويون» (الهنود الأمريكيون) و05.03% أفارقة. تظهر، ولاية سونورا Sonora أكبر نسبة مساهمة أوروبية (70.63%) وولاية غيريرو Guerrero الأدنى (51.98%) حيث تلاحظ أيضًا أعلى مساهمة آسيوية (37.17%). تتراوح المساهمة الأفريقية بين 2.8% في سونورا إلى 11.13% في ولاية فيراكروس Veracruz. يصنف 80% من سكان المكسيك وبأنهم مستيزو المولدين (والمعرف بأنه «مختلط عرقيًا لدرجة ما»).
يمكن تعريف فئة «السكان الأصليين» وفقًا لمعايير لغوية بما في ذلك من يتكلمون واحدة من لغات السكان الأصليين الـ 62 أو من يعرفون أنفسهم بأنهم ذوو خلفية ثقافية أصلية. وفقًا للجنة الوطنية لتنمية الشعوب الأصلية في عام 2005، هناك 10.1 مليون مكسيكي يتحدثون لغة السكان الأصليين ويدّعون تراث السكان الأصليين، وهو ما يمثل 9.8% من مجموع السكان.
تستخدم أحيانًا كلمة «المستيزو» للدلالة على شخص مختلط أصلي وأوروبي. هذا الاستخدام لا يتوافق مع الواقع الاجتماعي المكسيكي حيث سيعدّ أي شخص من السكان الأصليين من المستيزو إما عن طريق رفضه ثقافته الأصلية أو بعدم تكلمه لغة السكان الأصليين،  بينما قد يعدّ شخص يحمل بعض جينات السكان الأصليين على أنه كليًا من السكان الأصليين لأنه يعتنق تراث السكان الأصليين بصورة كاملة سواء عن طريق التحدث بلغة السكان الأصليين أو من خلال تعريف نفسه عبر إحدى الثقافات الأصلية.
تمثل المكسيك أكبر مصدر للهجرة إلى الولايات المتحدة. حوالي 9% من السكان ممن ولدوا في المكسيك يعيشون الآن في الولايات المتحدة. أدرج 28.3 مليون من الأمريكيين أصولهم في عام 2006  على أنهم مكسيكيون. في تعداد سكان الولايات المتحدة عام 2000، عرف 47.3% من الأميركيين المكسيكيين أنفسهم على أنهم بيض بينما تبعهم مباشرة الأميركيون المكسيكيون الذين ذكروا أنهم «عرق آخر» وعادة المستيزو (أوروبي/أصلي) بنحو 45.5%.
تعد المكسيك موطنًا لأكبر عدد من المواطنين الأميركيين في الخارج (يقدرون بنحو مليون شخص في عام 1999). أما المجتمع الأرجنتيني فهو ثاني أكبر جالية أجنبية في البلاد (تقدر بين 30,000 و150,000). يوجد في المكسيك أيضًا عدد كبير من اللبنانيين والذين يبلغ تعدادهم الآن نحو 400,000 شخص. في أكتوبر 2008، وافقت المكسيك على ترحيل كوبيين استخدموا البلاد كنقطة دخول إلى الولايات المتحدة. كما ترحّل أعداد كبيرة من المهاجرين من أمريكا الوسطى الذين عبروا الحدود الغربية لغواتيمالا إلى المكسيك كل عام. هناك أعداد صغيرة من المهاجرين غير الشرعيين يأتون من الإكوادور وكوبا والصين وجنوب أفريقيا وباكستان.

### اللغات

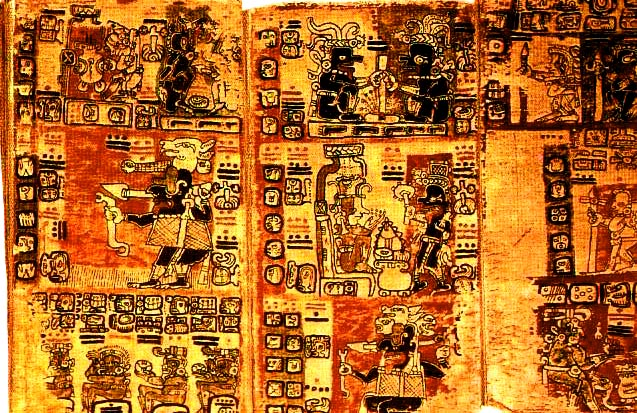
كتاب للمايا من القرن السادس عشر مكتوبًا بنصوص المايا.

لا توجد لغة رسمية بحكم الدستور على المستوى الاتحادي في المكسيك. تمتلك المكسيك أكبر عدد من الناطقين بالإسبانية في العالم حيث أن ما يقرب من ثلث جميع المتحدثين الأصليين بالإسبانية يعيشون في المكسيك.
المكسيك موطن لعدد كبير من لغات السكان الأصليين والتي يتحدث بها نحو 5.4% من السكان - 1.2% من السكان يتكلمون لغة أصلية واحدة فقط. أكبر تلك اللغات هي الناواتل والتي يتحدث بها حوالي 1.45 مليون شخص،  ثم يوكاتك مايا والتي يتحدث بها 750,000 شخص والميكستيك  والسابوتيك  ولكل منهما 400,000 مستخدم. يعترف المعهد الوطني للغات الشعوب الأصلية بوجود 68 مجموعة لغوية و 364 أشكال مختلفة من لغات السكان الأصليين. منذ صدور القانون العام للحقوق اللغوية لثقافات الشعوب الأصلية في عام 2003، نالت تلك اللغات صفة لغات وطنية على قدم المساواة مع الإسبانية في جميع المجالات والسياقات المستخدمة.
بالإضافة إلى لغات السكان الأصليين تستخدم لغات أقليات أخرى من المهاجرين مثل 80,000 من المينونايت الناطقين بالألمانية في المكسيك،  و 5,000 من الناطقين بلهجة تشيبيلو من اللغة البندقية في تشيبيلو في بويبلا.

### الدين
| الدين في المكسيك (إحصاء 2010) | الدين في المكسيك (إحصاء 2010) | الدين في المكسيك (إحصاء 2010) | الدين في المكسيك (إحصاء 2010) | الدين في المكسيك (إحصاء 2010) |
| ----------------------------- | ----------------------------- | ----------------------------- | ----------------------------- | ----------------------------- |
|                               |                               |                               |                               |                               |
| الكاثوليكية الرومانية         | الكاثوليكية الرومانية         |                               | 82.7%                         | 82.7%                         |
| مسيحيون آخرون                 | مسيحيون آخرون                 |                               | 9.7%                          | 9.7%                          |
| أديان أخرى                    | أديان أخرى                    |                               | 0.2%                          | 0.2%                          |
| دون دين                       | دون دين                       |                               | 4.7%                          | 4.7%                          |
| غير محدد                      | غير محدد                      |                               | 2.7%                          | 2.7%                          |

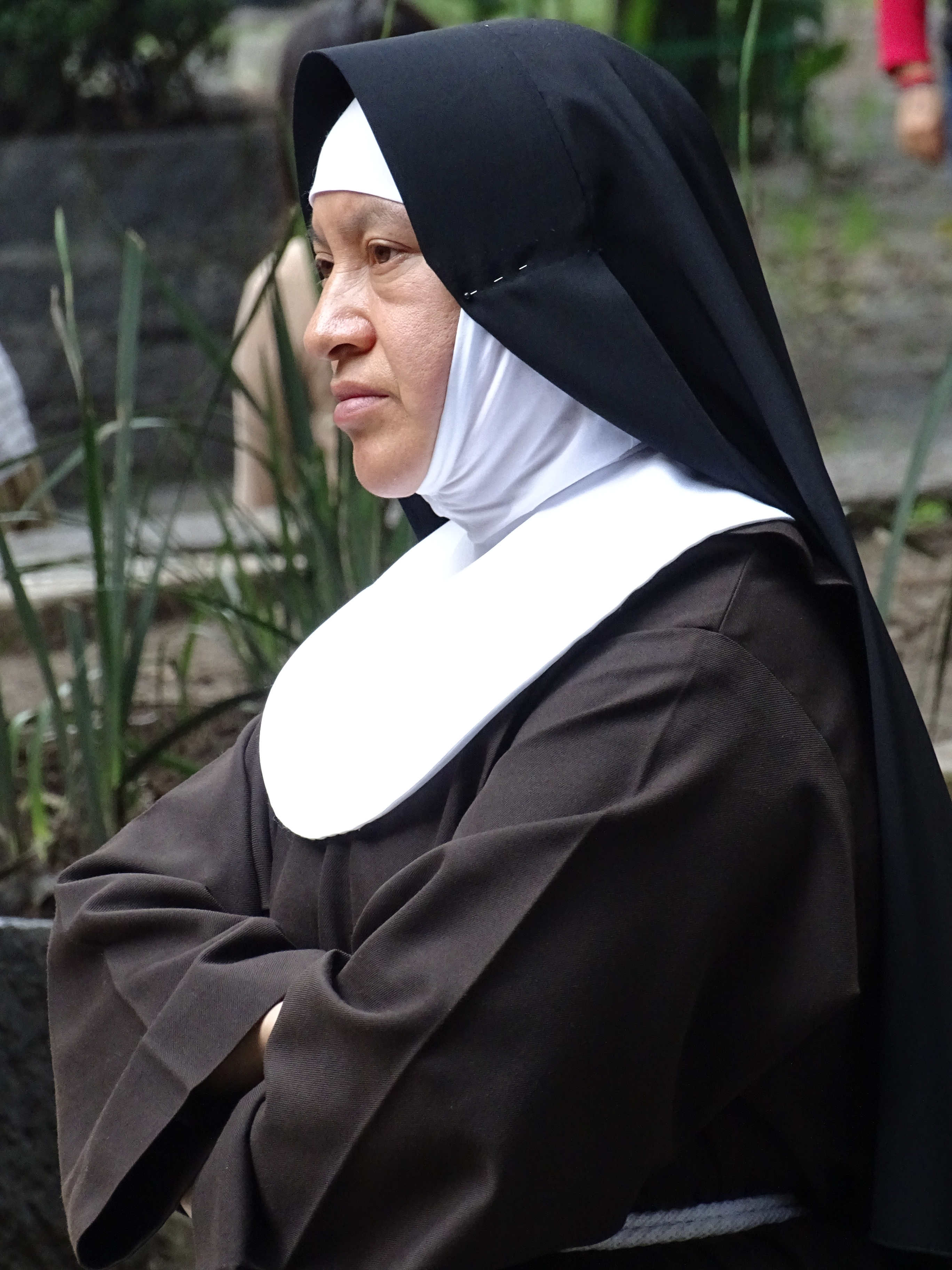
راهبة مسيحية مكسيكية.

وفقًا لتعداد عام 2010 من قبل المعهد الوطني للإحصاءات والجغرافيا فإن الكاثوليكية الرومانية هي الدين الرئيسي ويتبعها 82.7% من السكان، في حين 9.7% (10,924,103 شخص) ينتمون إلى طوائف مسيحية أخرى: إنجيليون (5.2%) وخمسينيون (1.6%) الكنائس البروتستانتية الأخرى (0.7%) وشهود يهوه (1.4%) والأدفنتست (0.6%) وأعضاء كنيسة يسوع المسيح لقديسي الأيام الأخيرة (المورمون) (0.3%). ينتمي 172,891 شخص (أقل من 0.2% من المجموع) إلى ديانات أخرى غير مسيحية و 4.7% من دون دين و 2.7% غير محدد.
يشكل 92,924,489  كاثوليكي في المكسيك ثاني أكبر مجتمع كاثوليكي من حيث العدد في العالم بعد البرازيل. من بين هؤلاء 47% يحضرون الكنيسة أسبوعيًا. تقوم معظم المدن والبلدات والقرى المكسيكية سنويًا بالاحتفال بالقديسين الشفعاء. كما يحتفل بيوم السيدة غوادالوبي - شفيعة المكسيك - في 12 ديسمبر ويعدّ من قبل العديد من المكسيكيين العطلة الدينية الأهم.
في تعداد 2010 سجل 314,932 شخص بأنهم أعضاء في كنيسة يسوع المسيح لقديسي الأيام الأخيرة،  على الرغم من زعم الكنيسة في عام 2009 بأن عدد الأعضاء المسجلين يفوق المليون. حوالي 25% من الأعضاء المسجلين يحضرون الخدمات الأسبوعية على الرغم من أن تلك النسبة تتقلب صعودًا وهبوطًا.
يعود وجود اليهود في المكسيك إلى 1521، عندما غزا إرنان كورتيس يرافقه عدة كونفيرسوس (المتحول دينيًا). وفقًا لتعداد عام 2010، هناك 67,476 يهودي في المكسيك. يعتنق الإسلام في المكسيك عدد صغير من السكان في مدينة توريون Torreon في ولاية كواويلا Coahuila وهناك ما يقدر بنحو 300 مسلم في منطقة سان كريستوبال دي لاس كاساس San Cristobal de las Casas في ولاية تشياباس. يعتنق 18,185 من المكسيكيين وفقًا لذات الإحصاء الأديان الشرقية  وهي فئة تضم مجموعة صغيرة من البوذيين.

### المساواة الاجتماعية
صنف تقرير الفجوة العالمية بين الجنسين الصادر عن المنتدى الاقتصادي العالمي 2011 المكسيك في المرتبة 89 من أصل 135 بلدًا من حيث المساواة بين الجنسين. مما يجعلها واحدة من أقل البلدان نموًا متوازنًا بين الجنسين في منطقة أمريكا الشمالية ولا سيما لصالح النساء. ومع ذلك فإن بعض المناطق الحضرية أقل تأثرًا نتيجة لارتفاع نسبة التعليم والوعي الاجتماعي.

### المناطق الحضرية
تعرف المناطق الحضرية في المكسيك تقليديًا بأنها مجموعة البلديات التي تتفاعل كثيرًا مع بعضها البعض وعادة حول مدينة أساسية. في عام 2004، وبعد جهد مشترك بين المجلس الوطني للسكان والمعهد الوطني ووزارة التنمية الاجتماعية، تحدد المناطق الحضرية على أنها إما:
- مجموعة من بلديتين أو أكثر والتي تضم مدينة لا يقل عدد سكانها عن 50,000 والتي تتجاوز منطقتها الحضرية حدود البلدية التي تقع فيها المدينة الأساسية وتقع بالتالي إما جسديًا أو تحت النفوذ المباشر لبلديات حضرية أخرى مجاورة والتي لديها درجة عالية من التكامل الاقتصادي والاجتماعي أو ذات صلة سياسية وإدارية حضرية، أو
- بلدية واحدة تضم مدينة بتعداد سكان يتجاوز المليون شخص على الأقل ولا تتجاوز حدودها، أو
- مدينة يبلغ عدد سكانها ما لا يقل عن 250,000 وتشكل مجتمعات حضرية مع مدن أخرى في الولايات المتحدة.

### الرعاية الصحية

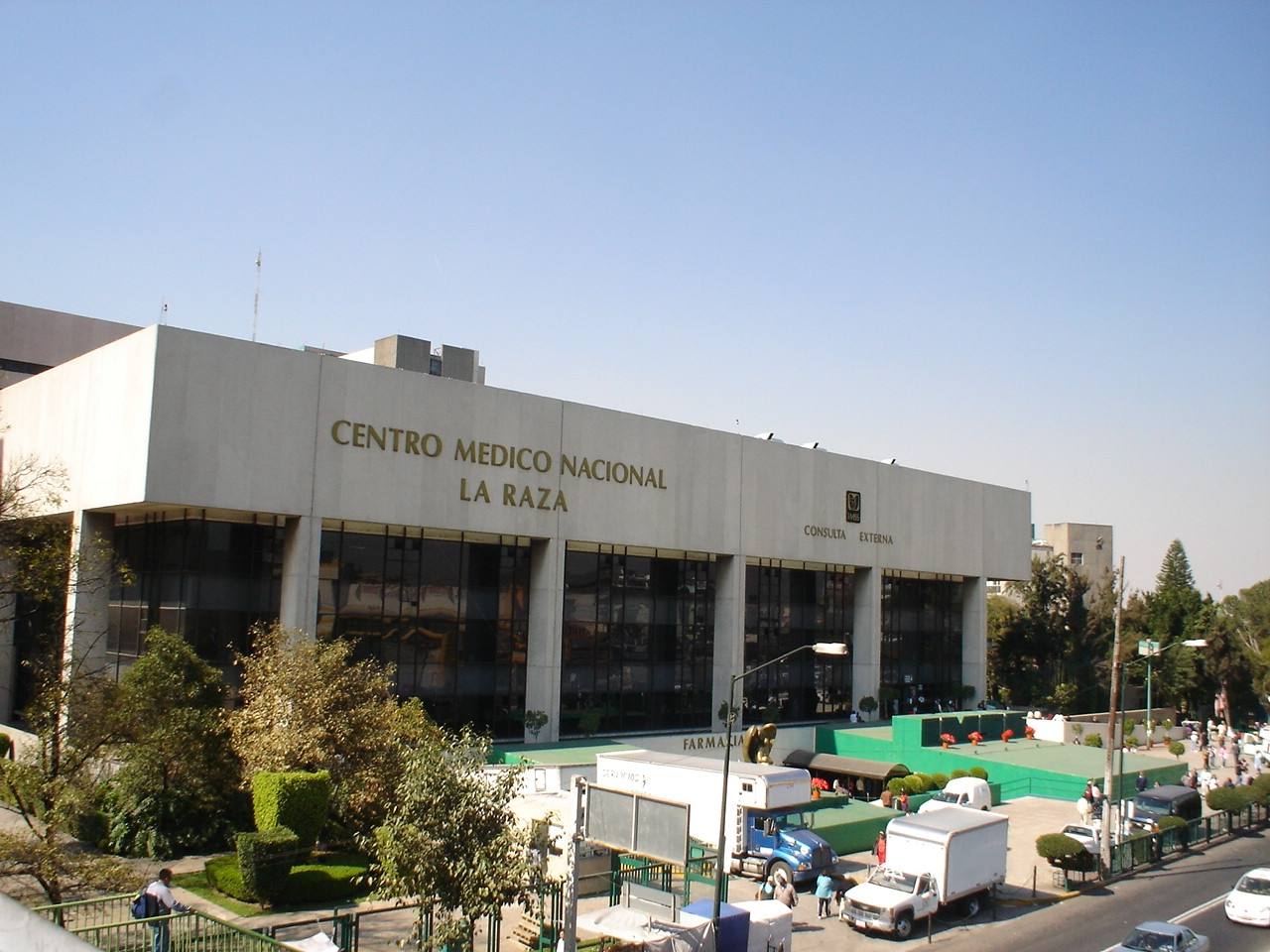
معهد الضمان الاجتماعي المكسيكي مركز لا رازا الطبي، مثال على المستشفيات العمومية في المكسيك.

منذ أوائل التسعينات، دخلت المكسيك مرحلة انتقالية في صحة سكانها وتظهر بعض المؤشرات مثل أنماط الوفيات مماثلة لتلك الموجودة في الدول المتقدمة مثل ألمانيا أو اليابان. على الرغم من حق جميع المكسيكيين في تلقي الرعاية الطبية من الدولة إلا أن 50.3 مليونًا من المكسيكيين لا يمتلكون تأمينًا صحيًا في عام 2002. تبذل جهود لزيادة عدد السكان المشمولين بالتأمين وكانت الإدارة الحكومية تعتزم تحقيق الرعاية الصحية الشاملة بحلول عام 2011.
صُنفت البنية الطبية التحتية بأنها عالية الجودة بالنسبة للجزء الأكبر منها وعادة في المدن الكبرى، ولكن المجتمعات الريفية لا تزال تفتقر إلى المعدات اللازمة لعمليات طبية متقدمة مما يضطر المرضى في تلك المواقع للسفر إلى المدن الأقرب المدن للحصول على الرعاية الطبية المتخصصة.
تلعب المؤسسات التي تمولها الدولة مثل المعهد المكسيكي للضمان الاجتماعي ومعهد الضمان الاجتماعي وخدمات العاملين في الدولة دورًا رئيسيًا في مجال الصحة والضمان الاجتماعي. الخدمات الصحية الخاصة هي أيضًا في غاية الأهمية وتمثل 13% من جميع الوحدات الطبية في البلاد.
يجري التدريب الطبي في الغالب في الجامعات العامة حيث تجري الكثير من التخصصات عبر التدريب أو الإقامة المهنية. وقعت بعض الجامعات العامة في المكسيك مثل جامعة غوادالاخارا اتفاقات مع الولايات المتحدة لاستضافة وتدريب طلاب الطب في أمريكا. تكاليف الرعاية الصحية في المؤسسات الخاصة والأدوية في المكسيك هي في المتوسط أقل من شركائها الاقتصاديين في أمريكا الشمالية.

### التعليم

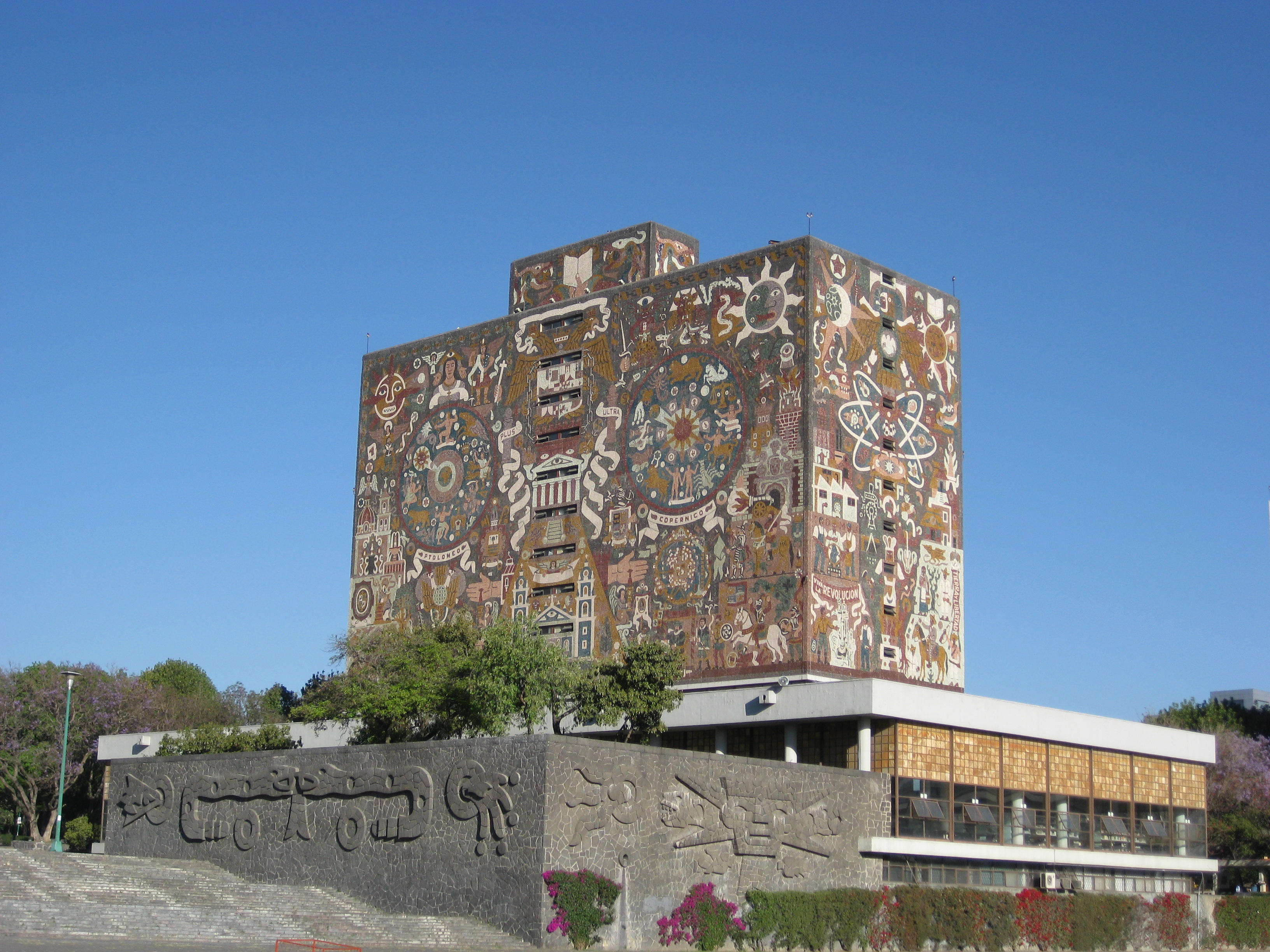
الجامعة الوطنية المستقلة في المكسيك.

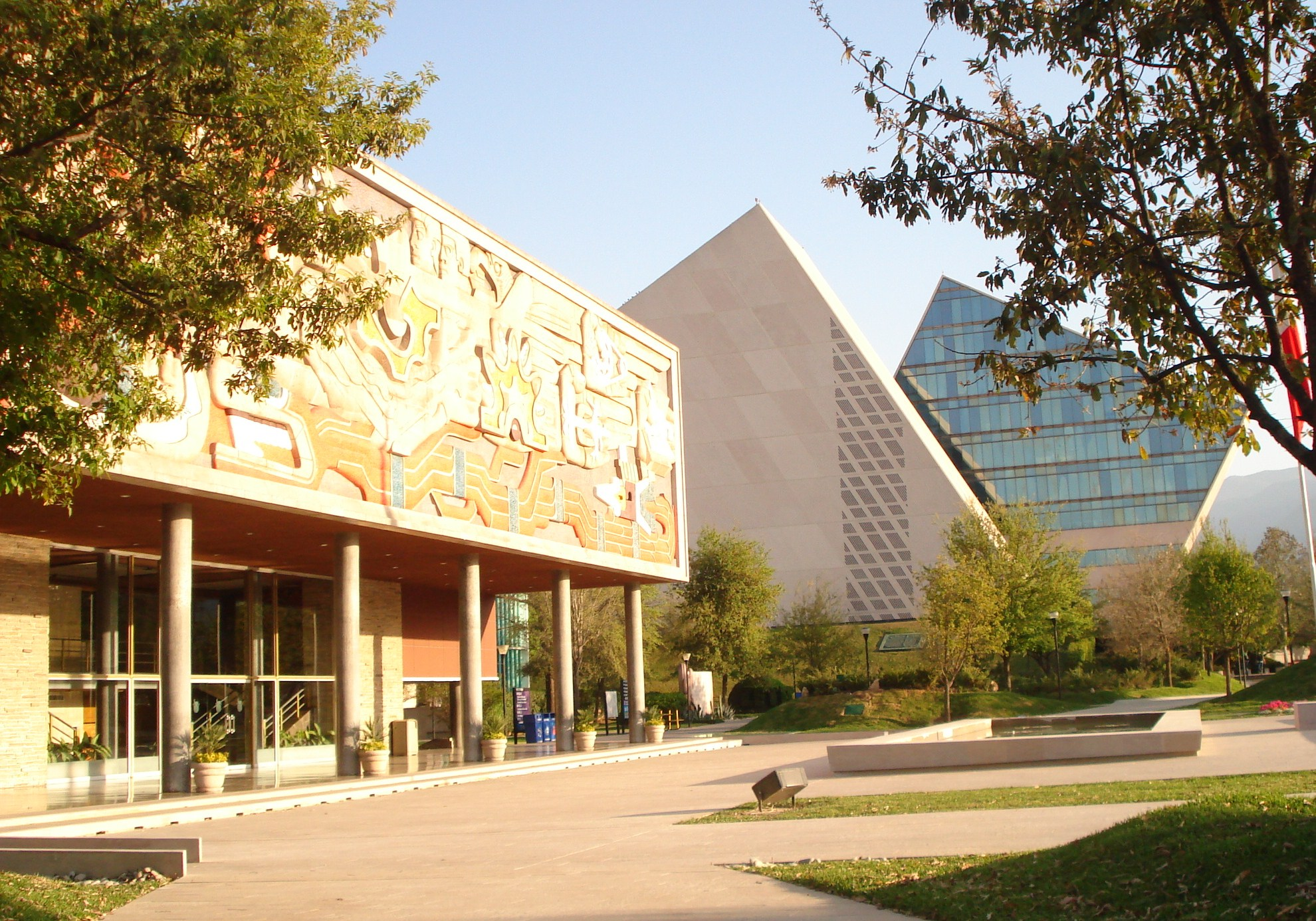
معهد مونتيري للتكنولوجيا والتعليم العالي.

تمتلك المكسيك واحدة من أعلى نسبة الطلاب إلى طواقم التعليم في العالم حيث 26 طالبًا لكل معلم على الصعيد الوطني وذلك بعد تضمين كافة المستويات من ما قبل رياض الأطفال وحتى ما بعد التعليم الثانوي. ووفقًا لمنظمة التعاون والتنمية الاقتصادية، فإنه بالمقارنة مع الطلاب من ثلاثين من دول العالم المتقدمة، يأتي الطالب المكسيكي في المركز الرابع في حل المسائل وثالثًا في مجال العلوم والتكنولوجيا وثامنًا في الرياضيات. في عام 2004، وصل معدل محو الأمية إلى 97% تحت سن 14  و91% لمن تجاوزوا 15 عامًا،  مما يضع المكسيك في المركز 24 في العالم وفقًا لتصنيف منظمة اليونسكو.
تحتل الجامعة الوطنية المستقلة في المكسيك UNAM المركز 15 في الترتيب العالمي بين أعلى 200 جامعة وفق تقرير نشرته التايمز في عام 2008. إحدى أكثر الجامعات الخاصة المرموقة هو معهد مونتيري للتكنولوجيا والتعليم العالي. نال المعهد وفقًا لصحيفة وول ستريت جورنال المرتبة السابعة بين المدارس الدولية في جميع أنحاء العالم.

## تطبيق القانون
يسن الأمن العام على مستويات الحكومة الثلاث والتي لكل منها صلاحيات ومسؤوليات مختلفة. تقوم الشرطة المحلية وشرطة الولاية في المقام الأول بتطبيق القانون، في حين أن الشرطة الاتحادية المكسيكية تختص بواجبات متخصصة. تعد جميع الجهات مسؤولة أمام وزارة الأمن. أما مكتب النائب العام فهي وكالة السلطة التنفيذية المسؤولة عن التحقيق ومقاضاة الجرائم على المستوى الاتحادي، خصوصًا تلك المتعلقة بالمخدرات وتهريب الأسلحة  والتجسس والسطو على المصارف. يدير مكتب المدعي العام الاتحادي وكالة التحقيقات الاتحادية.

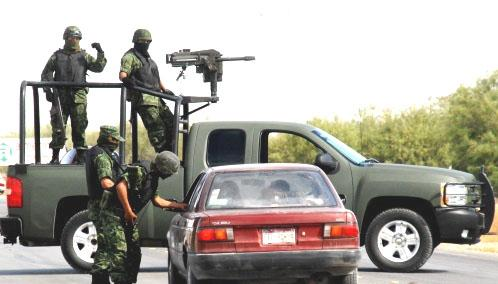
جنود مكسيكيون في نقطة تفتيش عشوائية.

في حين أن الحكومة تحترم حقوق الإنسان في معاملتها مع معظم المواطنين،  إلا أنه تم الإبلاغ عن انتهاكات خطيرة للسلطة في عملياتها الأمنية في مجتمعات السكان الأصليين والأحياء الحضرية الفقيرة. كان للجنة الوطنية لحقوق الإنسان CNDH تأثير ضئيل في عكس هذا الاتجاه، حيث انخرطت فقط في التوثيق وفشلت في استخدام سلطاتها في إصدار إدانات عامة للمسؤولين الذين يتجاهلون توصياتها. بموجب القانون، يحق لجميع المدعى عليهم ضمان محاكمات عادلة ومعاملة إنسانية، إلا أن النظام مثقل وتطغى عليه مشاكل عديدة.
على الرغم من الجهود التي تبذلها السلطات لمكافحة الجريمة والاحتيال، فإن القليل من المكسيكيين لديهم ثقة قوية في الشرطة أو النظام القضائي. بالتالي، يبلغ المواطنون عن عدد قليل من الجرائم. صنف مؤشر النزاهة العالمية الذي يقيس وجود وفعالية الآليات الوطنية لمكافحة الفساد المكسيك في التصنيف 31 وراء كينيا وتايلاند وروسيا. في عام 2008، اقترح الرئيس كالديرون إصلاحات رئيسية في النظام القضائي، والتي وافق عليها الكونغرس الاتحادي، وشملت المحاكمات الشفهية وقرينة براءة المتهمين، وسلطة الشرطة المحلية للتحقيق في الجريمة - حتى تستلمها الوحدات الشرطية الخاصة - وعدة تغييرات أخرى تهدف إلى تسريع المحاكمات.

### الجريمة
متوسط نصيب الفرد من مجموع الجرائم هو 12 لكل 1,000 شخص في المكسيك، لتحتل المرتبة 39 في مسح شمل 60 بلدًا. اعتبارًا من عام 2009، كان معدل جرائم القتل في المكسيك بين 10 إلى 14 لكل 100,000 نسمة؛ بينما المتوسط العالمي هو 10.9 لكل 100,000 نسمة. تهريب المخدرات والاتجار بها والعمليات ذات الصلة هي مصدر قلق كبير في المكسيك.
جعل الرئيس الأسبق فيليبي كالديرون الحد من الاتجار بالمخدرات واحدة من أولويات إدارته. في خطوة مثيرة للجدل، نشر كالديرون أفرادًا عسكريين في المدن حيث تعمل عصابات المخدرات. في حين انتقدت هذه الخطوة من قبل أحزاب المعارضة واللجنة الوطنية لحقوق الإنسان، أشاد بآثارها مكتب مكافحة المخدرات الدولي وشؤون تطبيق القانون حيث حصل على «نتائج غير مسبوقة» مع «نجاحات كثيرة ومهمة». منذ أن أطلق الرئيس فيليبي كالديرون حملة ضد العصابات في عام 2006 قتل أكثر من 28,000 من المجرمين المزعومين. شملت أعمال العنف المرتبطة بالمخدرات أناسًا أبرياء بنسبة 4%  ومعظمهم من المارّة والسكان المحاصرين في منطقة إطلاق النار. بينما يعد نصيب العصابات 90% و 6% من الأفراد العسكريين وضباط الشرطة. في أكتوبر 2007، أعلن الرئيس كالديرون والرئيس الأمريكي جورج دبليو بوش مبادرة ميريدا وهي خطة تاريخية للتعاون وتطبيق القانون بين البلدين.

## الثقافة
تعكس الثقافة المكسيكية تعقيد تاريخ البلاد من خلال المزج بين ثقافات الشعوب الأصلية وثقافة 300 عاماً من الهيمنة الإسبانية. بينما توجد عناصر ثقافية خارجية قادمة بشكل رئيسي من الولايات المتحدة.
تميز العهد البوريفيري Porfiriato وهو الربع الأخير من القرن التاسع عشر والعقد الأول من القرن العشرين بالتقدم الاقتصادي والسلم. بعد أربعة عقود من الاضطرابات المدنية والحروب شهدت المكسيك تطوير الفلسفة والفنون والتي روج لها الرئيس دياز نفسه. منذ ذلك الوقت، كما أبرزت الثورة المكسيكية، والهوية الثقافية تعرف بأنها مستيزاخي Mestizaje والتي تشكل ثقافة السكان الأصليين قلبها. في ضوء اختلاف العرقيات التي شكلت الشعب المكسيكي، عرف خوسيه فاسكونسيلوس في صحيفته لا رازا كوسميكا (العرق الكوني) (1925) المكسيك بأنها بوتقة تنصهر فيها جميع الأعراق (وبالتالي توسيع نطاق تعريف المستيزو) ليس فقط من الناحية البيولوجية بل ثقافيًا أيضًا. كان الإعلاء من شأن المستيزاخي فكرة ثورية تناقضت بشكل صارخ مع فكرة العرق النقي المتفوق السائدة في أوروبا في ذلك الوقت.

### الأدب

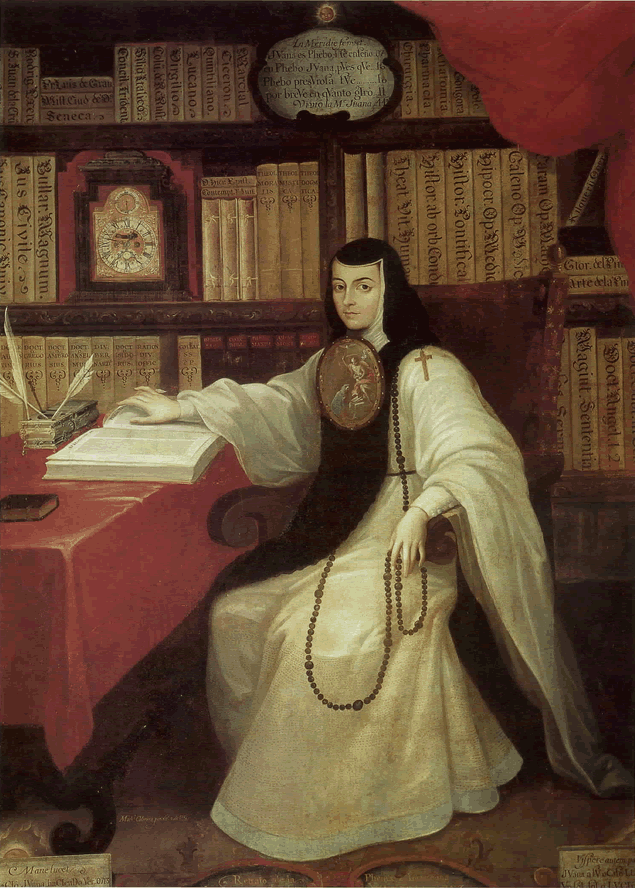
لوحة من القرن الثامن عشر لخوانا إينيس دي لا كروز.

يظهر سلف الأدب المكسيكي في آداب المستعمرات الأصلية في أمريكا الوسطى. أكثر الشعراء قبل الحقبة الإسبانية شهرة هو نيزاوالكويوتل Nezahualcoyotl. تأثر الأدب المكسيكي المعاصر بمفاهيم الاستعمار الإسباني لأمريكا الوسطى. من بين الكتاب والشعراء من العهد الاستعماري خوان رويز دي ألاركون وخوانا إينيس دي لا كروز.
في ضوء اختلاف عرقيات الشعب المكسيكي، عرف خوسيه فاسكونسيلوس في صحيفته لا رازا كوسميكا (العرق الكوني) (1925) المكسيك بأنها بوتقة تنصهر فيها جميع الأعراق بيولوجيًا وثقافيًا.
من بين الكتاب الآخرين ألفونسو رييس وخوسيه خواكين فيرناندز دي ليزاردي وأجناسيو مانويل التاميرانو وكارلوس فوينتيس وأكتافيو باس (الحائز على جائزة نوبل) وريناتو ليدوك وكارلوس مونسيفايس وإيلينا بونياتوسكا وماريانو أزويلا («لوس دي أباخو») وخوان رولفو («بيدرو بارامو»). ألف برونو ترافن «سلة من القصص المكسيكية» و«كنز سييرا مادري».

### الفنون

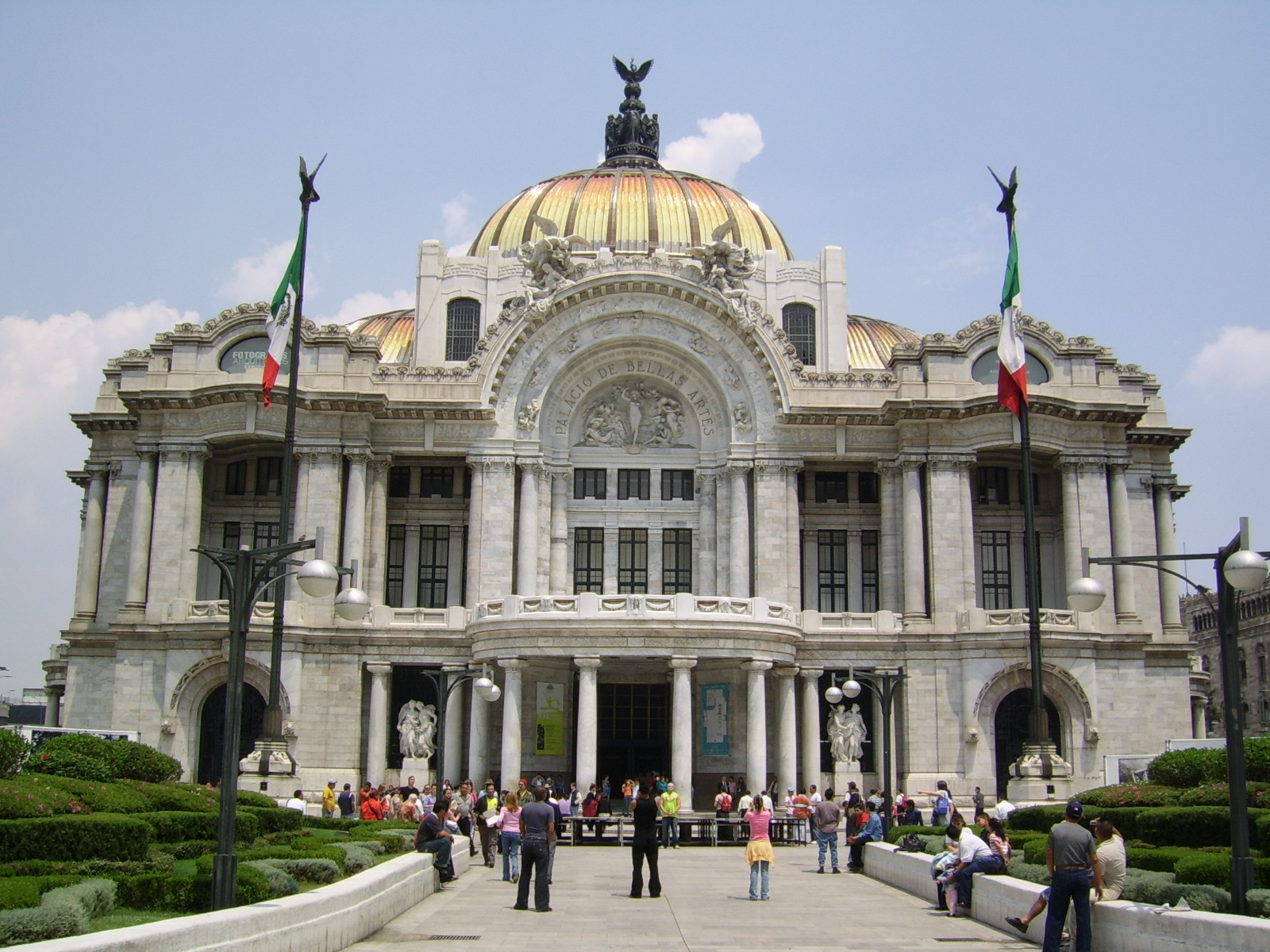
قصر الفنون الجميلة في مدينة مكسيكو

برزت معالم الفن المكسيكي ما بعد الثورة في أعمال فنانين مشهورين مثل فريدا كالو Frida Cahlo ودييغو ريفيرا وخوسيه كليمنتي أوروزكو وروفينو تامايو وفيديريكو كانتو غارزا وديفيد الفارو سيكيروس وخوان أغورمان. رسم دييغو ريفيرا أكثر الرسامين الجداريين المكسيكيين شهرة «رجل عند مفترق طرق» الموجودة في مركز روكفلر في مدينة نيويورك وهي لوحة جدارية ضخمة والتي دمرت في العام التالي نظرًا لإدراج صورة للزعيم الشيوعي الروسي لينين. تُوجد بعض الرسوم الجدارية لريفيرا في القصر الوطني المكسيكي وقصر الفنون الجميلة.
تشتهر العمارة في أمريكا الوسطى غالبًا بأهراماتها والتي تعد الأكبر خارج مصر القديمة. تتميز العمارة الاستعمارية الإسبانية بالتباين بين البناء البسيط الصلب الذي تحتاجه البيئة الجديدة والزخرفة الباروكية القادمة من إسبانيا. تمتلك المكسيك بوصفها مركز إسبانيا الجديدة بعض المباني الأكثر شهرة والتي بنيت بهذا الأسلوب.

### السينما والإعلام

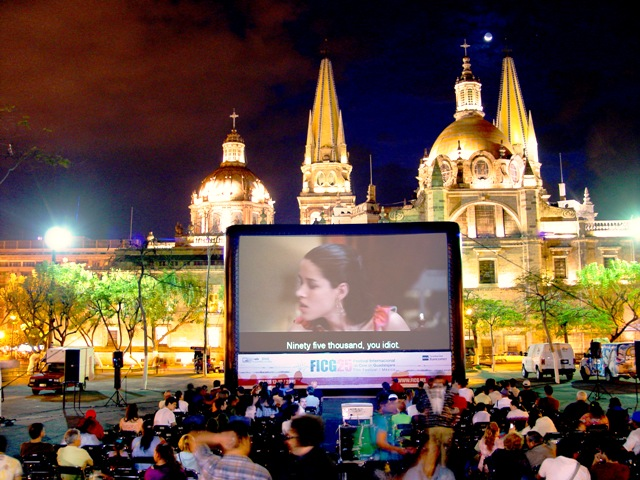
مهرجان غوادالاخارا السينمائي الدولي.

عاشت الأفلام المكسيكية عصرها الذهبي في أربعينيات وخمسينيات القرن الماضي وتشمل أهم الأفلام في سينما أمريكا اللاتينية مع صناعة ضخمة مماثلة لهوليوود في تلك السنوات. تصدر الأفلام المكسيكية وتعرض في كل من أمريكا اللاتينية وأوروبا. كان فيلم ماريا كانديلاريا (1944) من إخراج إيميليو فرنانديز أحد أول الأفلام التي منحت السعفة الذهبية في مهرجان كان السينمائي في عام 1946، وهي المرة الأولى التي يعقد فيها بعد الحرب العالمية الثانية. بينما أخرج لويس بونويل الشهير الإسباني المولد في المكسيك بين عامي 1947-1965 بعضًا من أعماله الرئيسية مثل لوس أولفيدادوس (1949) وفيريديانا (1961) وإل أنجل إكسترمينادور (1963). من مشاهير الفنانين والفنانات من هذه الفترة ماريا فيليكس وبيدرو إنفانتي ودولوريس دل ريو وخورخي نيغريتي والكوميدي كانتينفلاس.
برز في الآونة الأخيرة أفلام مثل كومو أغوا بارا شوكولاته Como Agua Para Chocolate(1992) وكرونوس (1993) وأموريس بيرو (2000) وإي تو ماما تمبين (2001) وإل كريمن ديل بادري أمارو (جريمة الأب أمارو) (2002) ومتاهة بان (2006) وبابل (2006) ونجحت في خلق قصص عالمية حول موضوعات معاصرة ونالت شهرة دولية كما هو الحال في مهرجان كان السينمائي المرموق. من المخرجين المكسيكيين أليخاندرو غونزالس إناريتو (أموريس بيرو وبابل) وألفونسو كوارون (أطفال الرجال وهاري بوتر وسجين أزكابان) وغييرمو ديل تورو وكارلوس كاريرا (جريمة الأب أمارو) وكاتب السيناريو غييرمو أرياغا.
هناك شبكتان اثنتان من كبريات شبكات التلفزة ومقراهما في المكسيك هما تيليفزا Televisa وتي في أزتيكا TV Azteca. تيليفيزا هي أيضًا أكبر منتج للمحتوى الإعلامي باللغة الإسبانية في العالم وأيضًا أكبر شركة إعلامية ناطقة باللغة الإسبانية في العالم. جروبو مولتيمادوس هي تكتل وسائل إعلامية ناطقة بالإسبانية تبث في المكسيك وإسبانيا والولايات المتحدة. تترجم المسلسلات إلى لغات عديدة وتشاهد في جميع أنحاء العالم ومنها فيرونيكا كاسترو ولوسيا منديز ولوسيرو وتاليا.

### الموسيقى

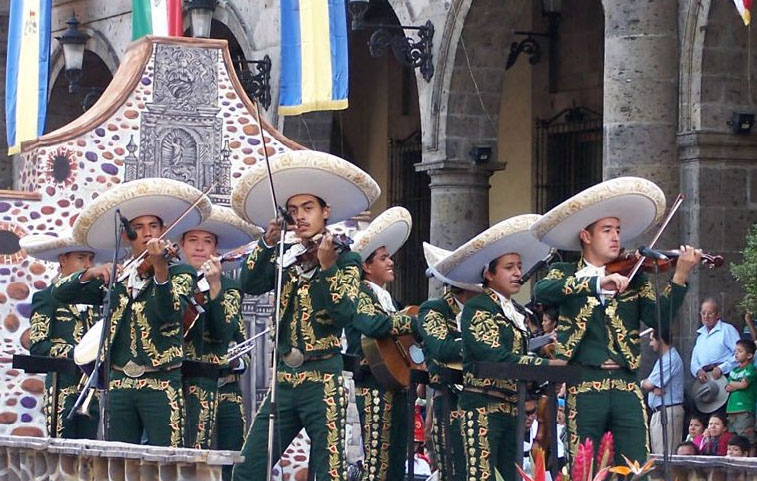
فرقة مارياتشي في غوادالاخارا.

يستمتع المجتمع المكسيكي بمجموعة واسعة من أنواع الموسيقى والتي تبين تنوع الثقافة المكسيكية. تشمل الموسيقى التقليدية المارياتشي والباندا والنورتينيو والرانشيرا والكوريدوس. يستمع المكسيكيون يوميًا إلى الموسيقى المعاصرة مثل البوب والروك وغيرها باللغتين الإنكليزية والإسبانية. تمتلك المكسيك أكبر صناعة إعلام في أمريكا اللاتينية منتجة فنانين شهيرين في أمريكا الوسطى والجنوبية وأجزاء من أوروبا وإسبانيا على وجه الخصوص. بعض المغنين المعروفين من المكسيك تاليا ولويس ميغيل وأليخاندرو فرنانديز وخوليتا فينيغاس وباولينا روبيو. أما من المطربين المكسيكيين التقليديين: ليلى داونز وسوزانا هارب وخارامار وجيو مينيسيس وأليخاندرا روبلز. أما الفرق الشعبية فمنها كافيه تاكوبا ومولوتوف ومانا من بين آخرين. منذ أوائل القرن الحالي والروك المكسيكي يشهد نموًا واسع النطاق على حد سواء داخليًا ودوليًا.
وفقًا للمنظومة الوطنية للترويج الموسيقي Sistema Nacional de Fomento Musical، هناك ما بين 120-140 من فرق الأوركسترا الشبابية التابعة لهذه الوكالة الاتحادية من جميع الولايات الاتحادية. تقوم بعض الولايات - عن طريق وكالات من الولايات مسؤولة عن الثقافة والفنون مثل وزارة أو أمانة أو معهد أو مجلس للثقافة وفي بعض الحالات وزير التربية أو جامعة الولاية - برعاية أنشطة الأوركسترا السمفونية أو الأوركسترا الفلهارمونية حتى يتسنى لجميع المواطنين الوصول إلى هذا التعبير الفني الموسيقي الكلاسيكي. تعدّ مكسيكو سيتي المحور الأكبر لهذا النشاط المكثف حيث تستضيف 12 فرقة أوركسترا محترفة ترعاها وكالات مختلفة مثل المعهد الوطني للفنون الجميلة ووزارة الثقافة لمنطقة العاصمة الاتحادية والجامعة الوطنية والمعهد الوطني للبوليتكنيك وديليغاسيون بوليتيكا وعدد قليل جدًا من المبادرات الخاصة.

### المطبخ

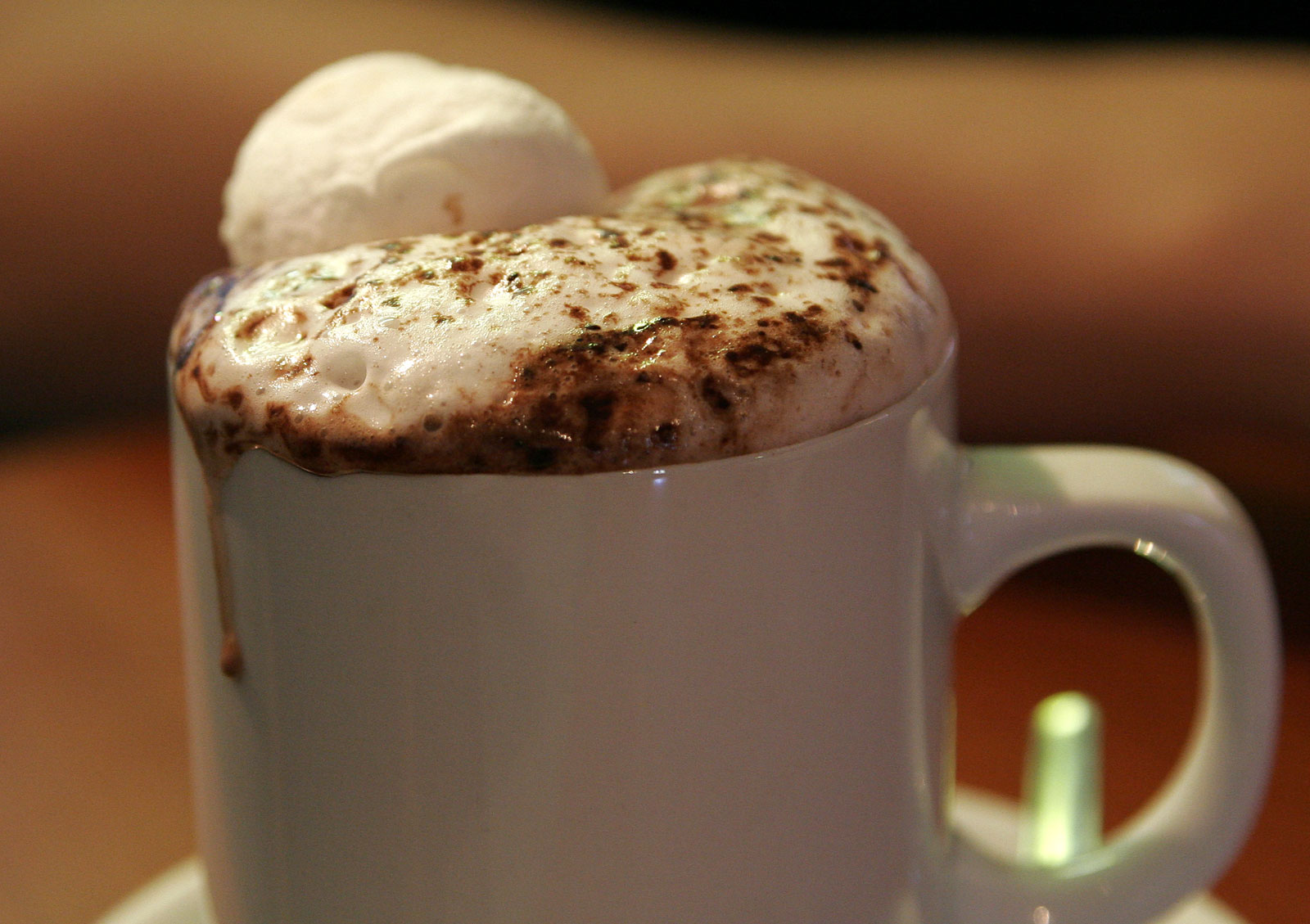
"الشوكولاته" تعود في أصلها للمطبخ الأزتيكي ومشتقة من الناهواتل خوكولاتل.

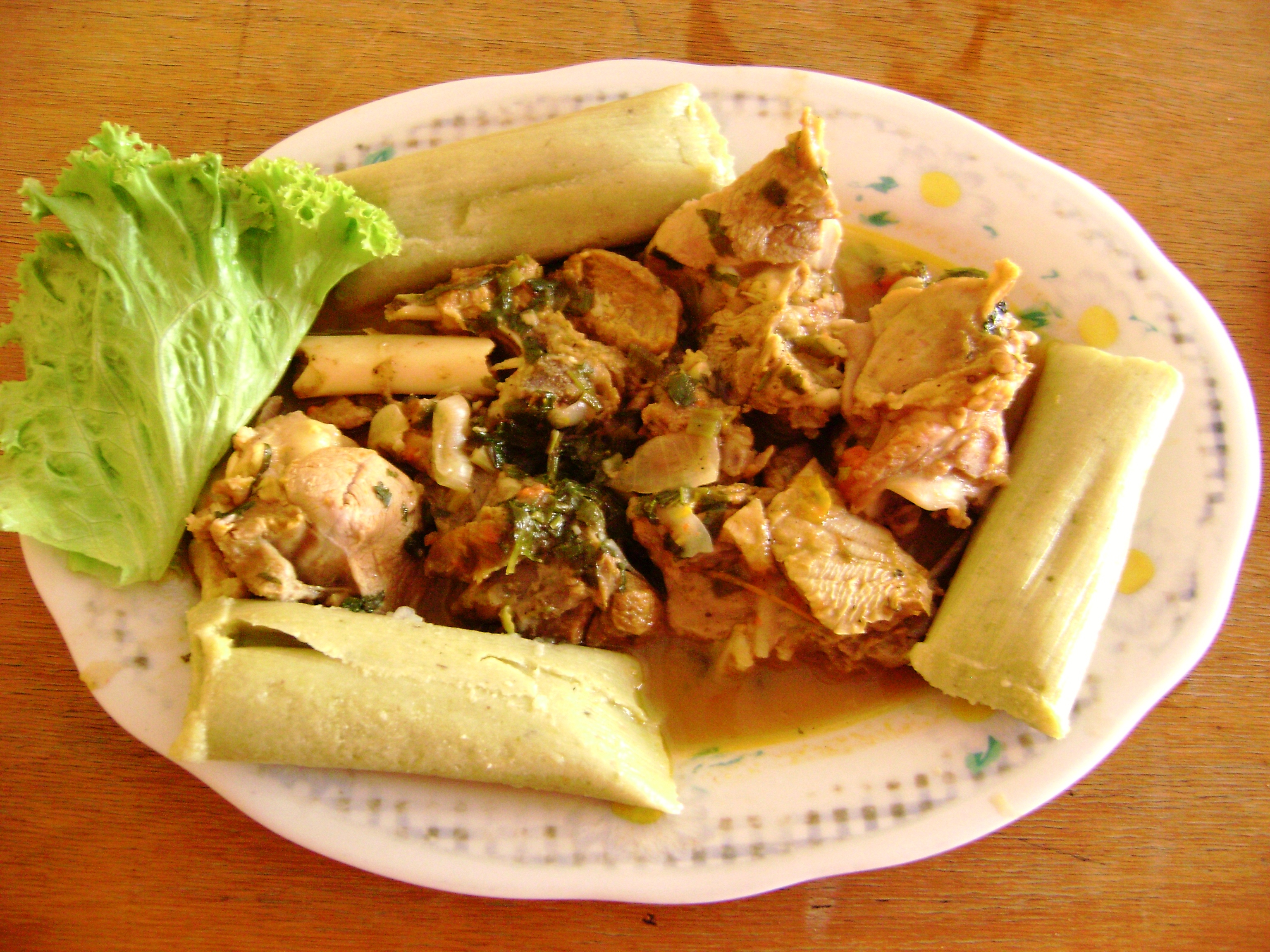
كابريتو كون تاماليس.

يشتهر المطبخ المكسيكي بنكهات مكثفة ومتنوعة وزخرفة ملونة وبتنوع توابله. يستند المطبخ المكسيكي الحالي على التقاليد ما قبل الكولومبية بما فيها تلك التي تعود إلى الأزتيك والمايا بالإضافة إلى ما قدمه المستعمرون الإسبان.
دمج الغزاة في نهاية المطاف وجباتهم المستوردة من الأرز ولحم البقر والخنزير والدجاج والثوم والبصل والنبيذ مع المطبخ ما قبل وصول كولومبس بما في ذلك الذرة والطماطم والفانيليا والأفوكادو والجوافة والبابايا والأناناس والفلفل الحار والفاصوليا والكوسا والبطاطا الحلوة والفول السوداني والديك الرومي.
يختلف الطعام المكسيكي حسب المنطقة بسبب المناخ المحلي والجغرافيا والاختلافات العرقية بين السكان الأصليين وبسبب تأثر هؤلاء السكان بالإسبان بدرجات متفاوتة. يعرف شمال المكسيك بمنتجات البقر والماعز والنعام وأطباق اللحوم ولا سيما أراتشيرا Arrachera.
أما المطبخ في وسط المكسيك فيتكون عمومًا من تأثيرات من مختلف أنحاء البلاد ولكنه يتمتع ببعض الأصالة مثل البارباكوا والبازولي والمينودو والتاماليس والكارنيتاس.
أما المطبخ في جنوب شرق المكسيك فيشتهر بالخضار والتوابل وأطباق الدجاج. كما يتمتع بتأثيرات قادمة من البحر الكاريبي نظرًا لموقعها الجغرافي. تشيع العجول في يوكاتان. أما المطبخ البحري فيشيع في الولايات المطلة على المحيط الهادي أو في خليج المكسيك، وهذه الأخيرة لها سمعة مشهورة في أطباق السمك وبشكل خاص مثل فيراكروزانا.
في العصور الحديثة، أصبحت مأكولات أخرى من العالم تحظى بشعبية كبيرة في المكسيك وبالتالي انصهرت في المطبخ المكسيكي. مثلًا يرصد غالبًا السوشي في المكسيك مع مجموعة متنوعة من الصلصات مثل المانجو أو التمر الهندي وغالبًا جدًا مع صلصة صويا سيرانو الحارة أو تستكمل مع الخل وفلفل الابانيرو وتشيبوتلي.
أكثر الأطباق المكسيكية شهرة عالميًا الشوكولاته والتاكو والكيسادياس والإنتشلادا والبوريتو والتاماليس والمولي وغيرها. تشمل الأطباق الإقليمية مولي بوبلانو وتشيلس إن نوغادا وتشالوباس من بويبلا؛ كابريتو وماتشاكا من مونتيري وكوتشينيتا بيبيل من يوكاتان، وتاليوداس من أواكساكا، وكذلك بارباكوا وتشيلاكيليس وميلانيساس وغيرها الكثير.

## الرياضة

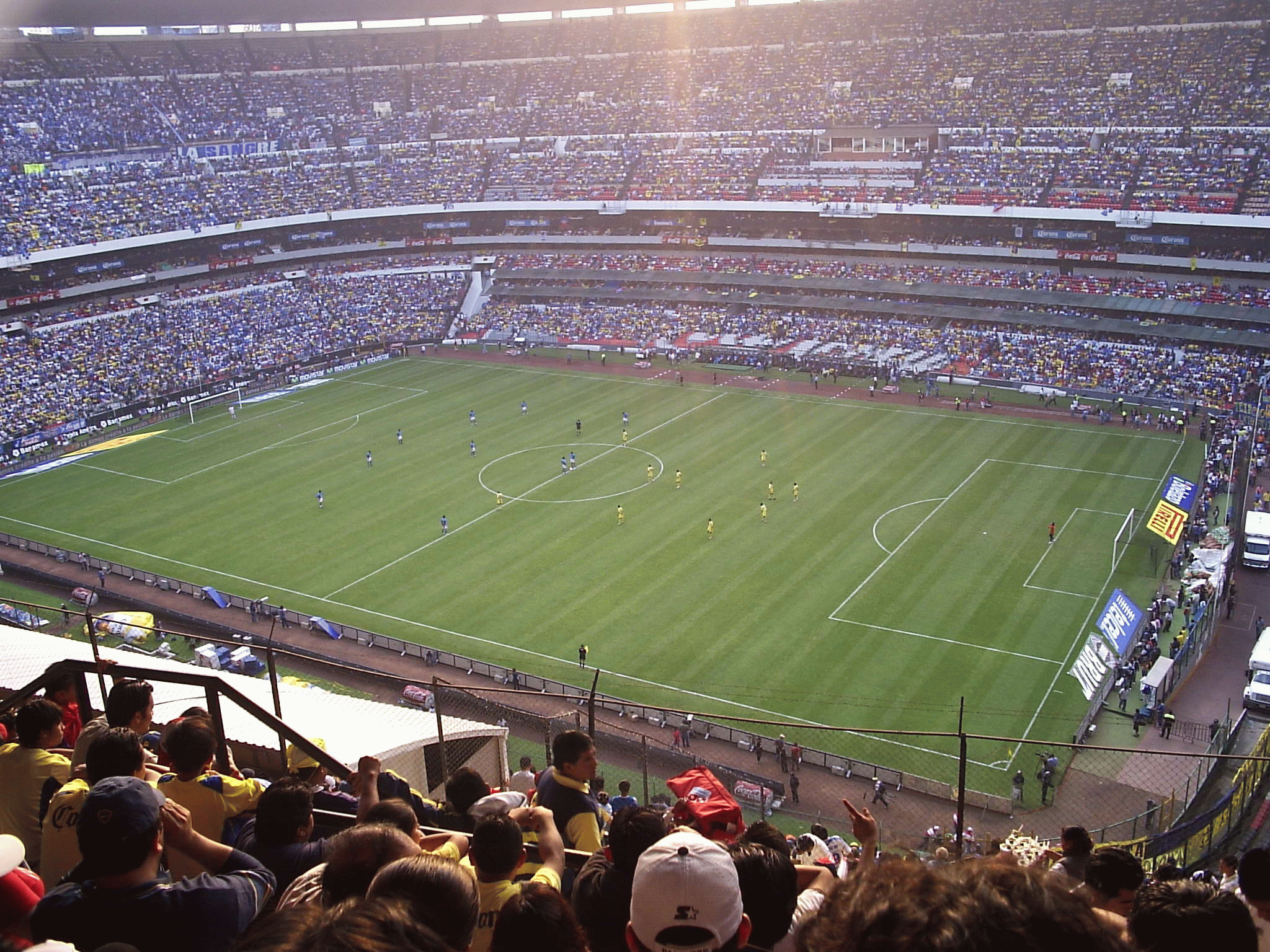
ملعب الأزتيك هو الملعب الوطني لمنتخب المكسيك.

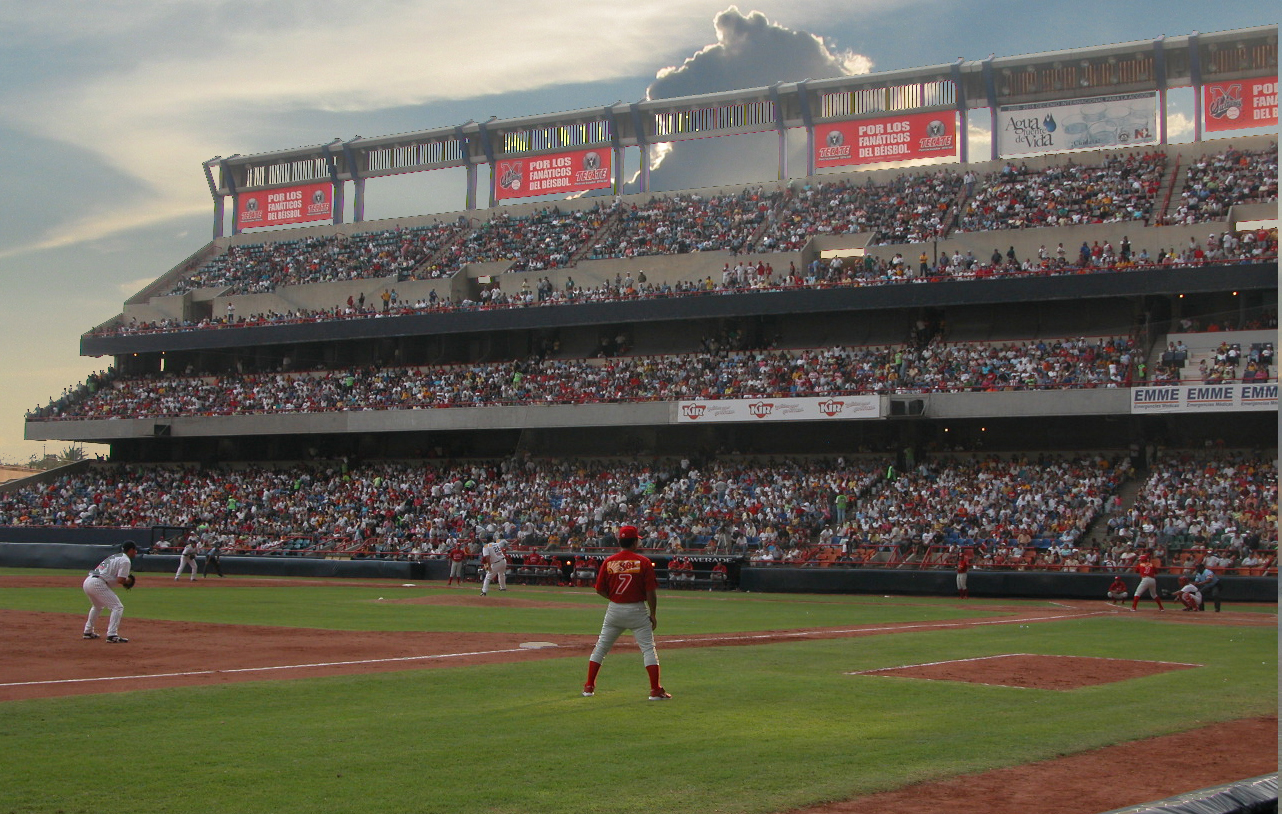
ملعب البيسبول في مونتيري موطن فريق سلاطين مونتيري.

استضافت مكسيكو سيتي دورة الألعاب الأولمبية التاسعة عشر في عام 1968، مما يجعلها أول مدينة في أمريكا اللاتينية. كما استضافت المكسيك كأس العالم مرتين في عامي 1970 و1986.
الرياضة الأكثر شعبية في المكسيك هي كرة القدم. يعتقد عمومًا أن كرة القدم في المكسيك جلبها عمال مناجم كورنوال في نهاية القرن التاسع عشر. قبل 1902 كان هناك دوري يضم خمس فرق عبر النفوذ البريطاني. أكبر الأندية المكسيكة هي غوادالاخارا برصيد 11 بطولة وأمريكا برصيد 10 بطولات وتولوكا مع 9. يعد أنتونيو كارباخال أول لاعب يظهر في كأس العالم خمس مرات كما سمي أوغو سانشيز أفضل لاعب في اتحاد الكونكاكاف في القرن العشرين.
تعد كرة القاعدة تقليديًا أكثر شعبية من كرة القدم في بعض المناطق. يدعى دوري المحترفين المكسيكي ليغا مكسيكانا دي بيسبول. على الرغم من أنه ليس بقوة اللعبة في الولايات المتحدة وبلدان الكاريبي واليابان إلا أن المكسيك حققت العديد من الألقاب الدولية فيها. أنجبت المكسيك عدة لاعبين لعبوا في فرق الدوري الرئيسي الأمريكي وأكثرهم شهرة فرناندو فالنزويلا.
مصارعة الثيران رياضة شعبية في البلاد وتوجد حلبات تقريبًا في جميع المدن الكبيرة. تعدّ حلبة بلازا مكسيكو في مكسيكو سيتي الأكبر في العالم وتتسع لنحو 55,000 شخصًا. مصارعة المحترفين (أو لوتشا ليبري) هي لعبة ذات شعبية كبيرة وتضمن اتحادات مختلفة.
تعد المكسيك قوة دولية في ملاكمة للمحترفين (على مستوى الهواة أيضًا في الملاكمة الأولمبية). حيث فيسنتي سالديفار وروبن أوليفاريس وسلفادور سانشيز وخوليو سيزار شافيز وريكاردو لوبيز وإريك موراليس من بين المصارعين الأفضل في التاريخ.
من أبزر الرياضيين المكسيكيين لورينا أوتشوا لاعبة الغولف والتي كان في المرتبة الأولى في التصنيف العالمي قبل تقاعدها،  وآنا غيفارا بطلة العالم السابقة في سباق 400 متر والبطلة الأولمبية في أثينا 2004، وفرناندو بلاتاتس الحائز على ميداليات أولمبية العديد في الغطس.

## نقاط الاهتمام
| - تشيتشن إيتزا - السيدة غوادالوبي - ملعب أزتيكا - بالاسيو دي بياس أرتيس - جزر ماريتا - لا فيريا تشابولتيبيك ماجيكو - فورو سول - بالاسيو دي لوس ديبورتيس - معبد تشيتشن إيتزا | - ملعب أزول - الحاجز المرجاني في بليز - الملعب الأوليمبي الجامعي - ملعب كواتيموك - ملعب الجامعة - ملعب تيكنولوجيكو |

## الفهرس
- Krauze، Enrique (1998). Mexico: Biography of Power: A history of Modern Mexico 1810–1996. New York, New York: Harper Perennial. ص. 896. ISBN:0060929170.
- Meyer، Michael C. (2000). The Oxford History of Mexico. Oxford University Press. ص. 736. ISBN:0195112288. مؤرشف من الأصل في 2022-05-31. {{استشهاد بكتاب}}: الوسيط author-name-list parameters تكرر أكثر من مرة (مساعدة)
- Parkes، Henry Bamford (1972). A History of Mexico (ط. 3rd). Boston: Houghton Mifflin. ISBN:0395084105.

## وصلات خارجية
- المكسيك  على كتاب حقائق العالم
- المكسيك على مشروع الدليل المفتوح
- أطلس ويكيميديا حول Mexico